# Alba Iulia
Alba Iulia, în slavona veche Bălgrad, (în maghiară Gyulafehérvár, în traducere: Cetatea Albă a lui Iuliu, în latina medievală Albensis Transsilvane, în germană Weißenburg, apoi Karlsburg) este municipiul de reședință al județului Alba, Transilvania, România, format din localitățile componente Alba Iulia (reședința), Bărăbanț, Micești, Oarda și Pâclișa. Se află în zona de sud-vest a Transilvaniei, pe malul râului Mureș.
În antichitate, pe locul actualei cetăți s-a aflat castrul roman Apulum. Orașul a fost între anii 1541 și 1711 reședința principilor Transilvaniei și astfel capitala politică a Principatului Transilvaniei. Între 1595–1596, sub Sigismund Báthory, respectiv între 1600–1601, sub Mihai Viteazul, a fost reședința conducătorului politic al Moldovei, Transilvaniei și Țării Românești, aflate în uniune personală. La 1 decembrie 1918 a fost locul de desfășurare a Marii Adunări Naționale de la Alba Iulia, care a legitimat popular unirea Transilvaniei și a Banatului cu Regatul României. În anul 1922 a avut loc la Alba Iulia ceremonia oficială de încoronare a regelui României Mari, Ferdinand I și consoartei regale Maria, moment care a consfințit importanța simbolică a orașului, datorită rolului său de capitală istorică.

## Etimologie
Înainte de cucerirea romană, în apropierea actualului oraș exista localitatea dacică Apoulon, important centru fortificat menționat pe hărțile vremii. După cucerirea Daciei de către Traian, orașul s-a numit Apulum, iar fortificația dacică preexistentă a fost extinsă prin efortul soldaților Legiunii a XIII-a Gemina staționate aici. În Evul Mediu orașul apare din nou atestat în anul 1199, de această dată sub numele de Alba Iulia (după Iula, un conducător local din secolul al X-lea), centru al administrației Regatul Ungariei din Transilvania. În documentele medievale redactate în limba slavonă orașul apare sub numele Bălgrad (Cetatea Albă).

## Stemă
Stema municipiului Alba Iulia se compune dintr-un scut rotunjit cu marginile triunghiulare, scut tăiat în bandă și în bară, cu trei cartiere. În primul cartier, de azur, se află pasărea cruciată a Țării Românești, de aur, însoțită de soare în dreapta și de lună în stânga, tot de aur. În cartierul doi, în câmp roșu, este reprezentat capul de bour al Moldovei, de argint, însoțit în dreapta de o rază luminoasă și în stânga de semilună crai nou, tot de argint. Între coarnele bourului se află o stea de argint cu cinci raze. În vârful scutului, în câmp de aur, pe o terasă neagră din șapte dealuri, se află doi lei rampanți, afrontați, de culoare roșie, ținând între labe o spadă neagră. În șef, în câmp de hermină, se regăsește coroana de oțel a României, în culoare naturală. 
Scutul este surmontat de o acvilă cruciată ieșind. 

Semnificațiile elementelor însumate: 

Coroana din șef, plasată pe hermină, este coroana României. Ea amintește atât de independența României, obținută în anul 1877, cât și de înfăptuirea Marii Uniri în anul 1918. Acvila cruciată, capul de bour și leii rampanți sunt simbolurile tradiționale pentru provinciile României, a căror unitate s-a desăvârșit în anul 1918. Acvila cruciată aflată pe coroana murală semnifică rangul de capitală a Principatelor Unite în timpul lui Mihai Viteazul și este semnul distinctiv adoptat pentru toate localitățile, foste capitale ale românilor, în decursul istoriei. Coroana murală cu șapte turnuri crenelate semnifică faptul că localitatea are rangul de municipiu reședință de județ.

## Istoric

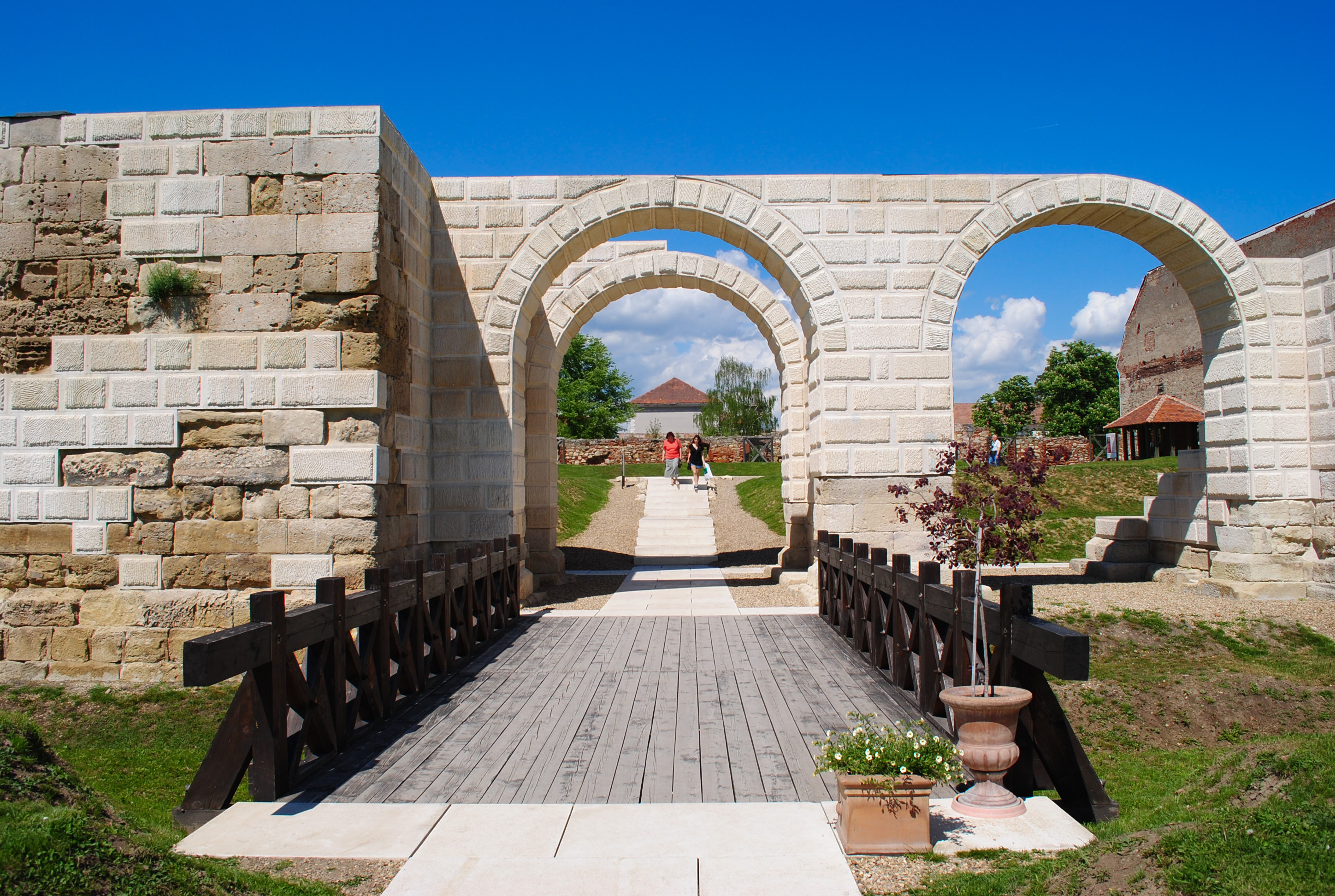
Castrul roman Apulum

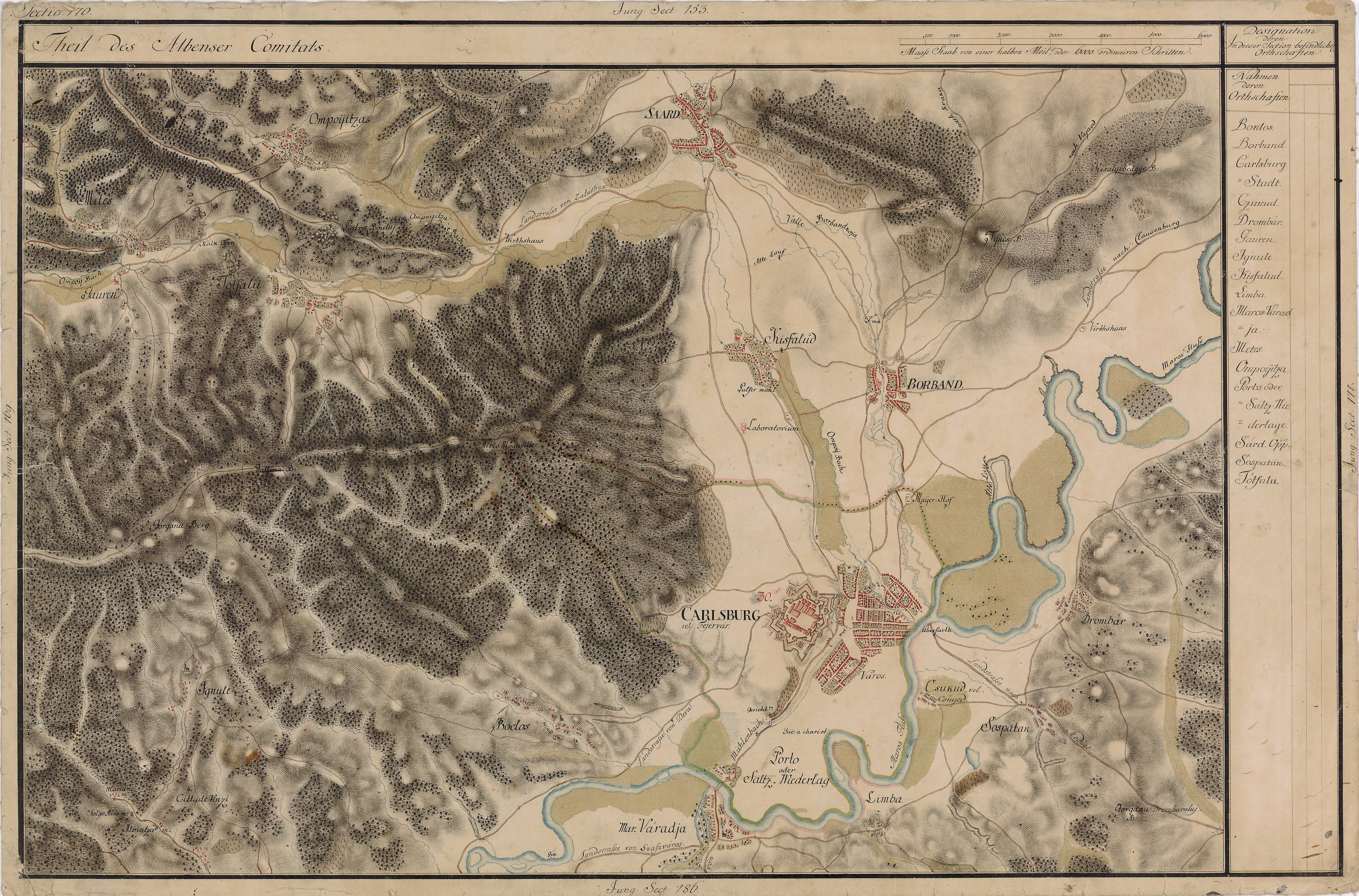
Alba Iulia pe Harta Iosefină a Transilvaniei, 1769-1773

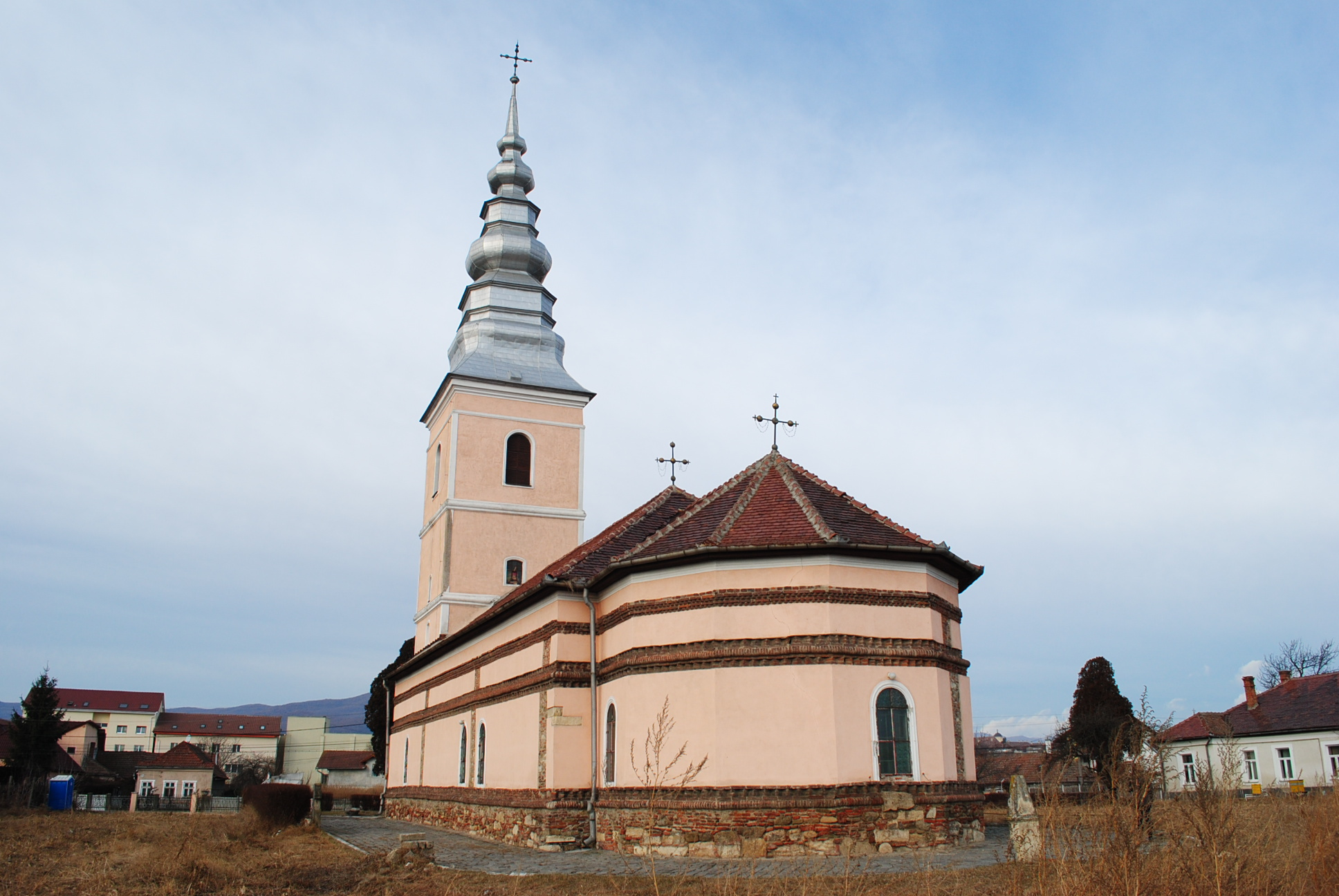
Biserica română unită din cartierul Maieri (1713)

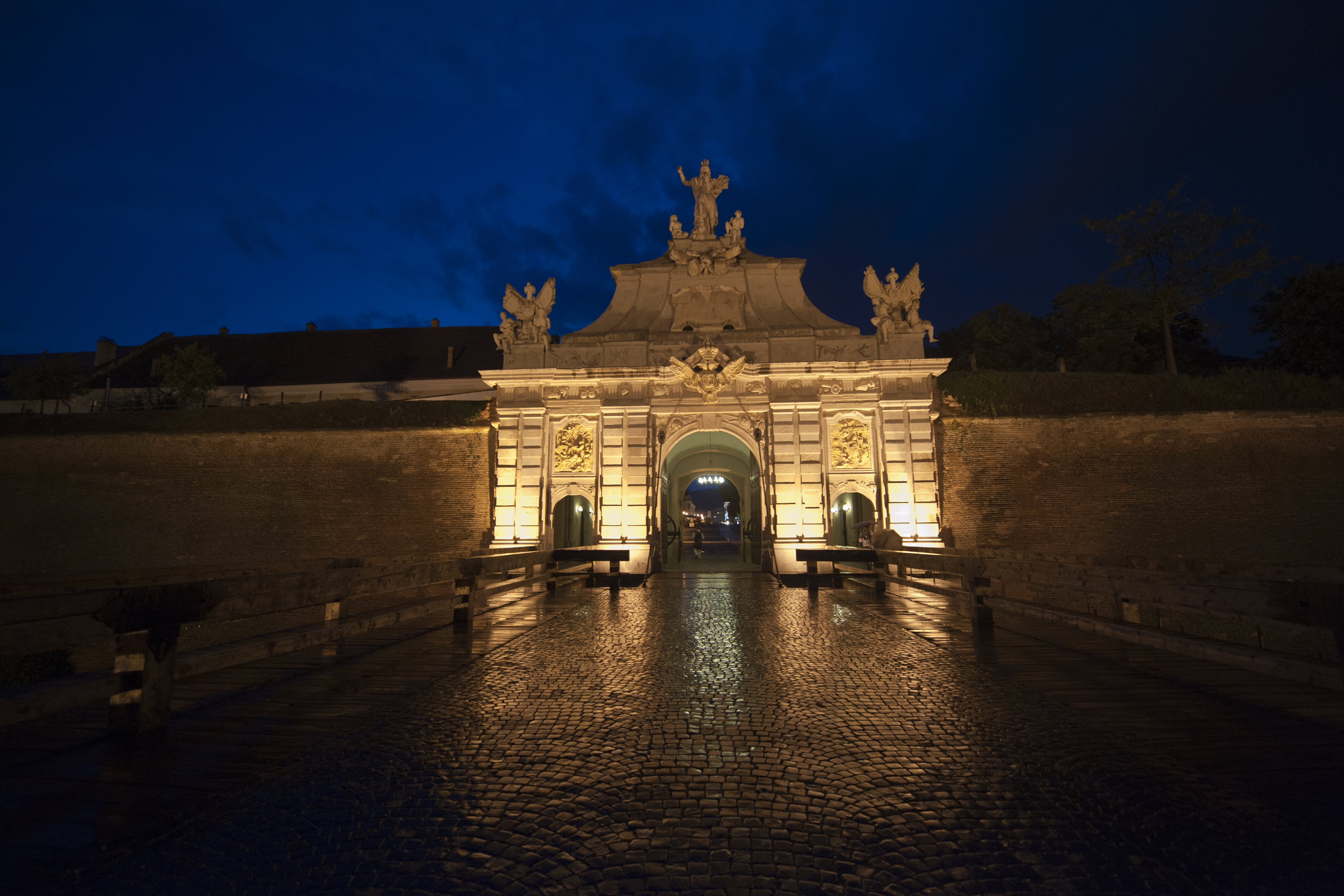
Poarta a III-a, cu statuia ecvestră a împăratului Carol al VI-lea

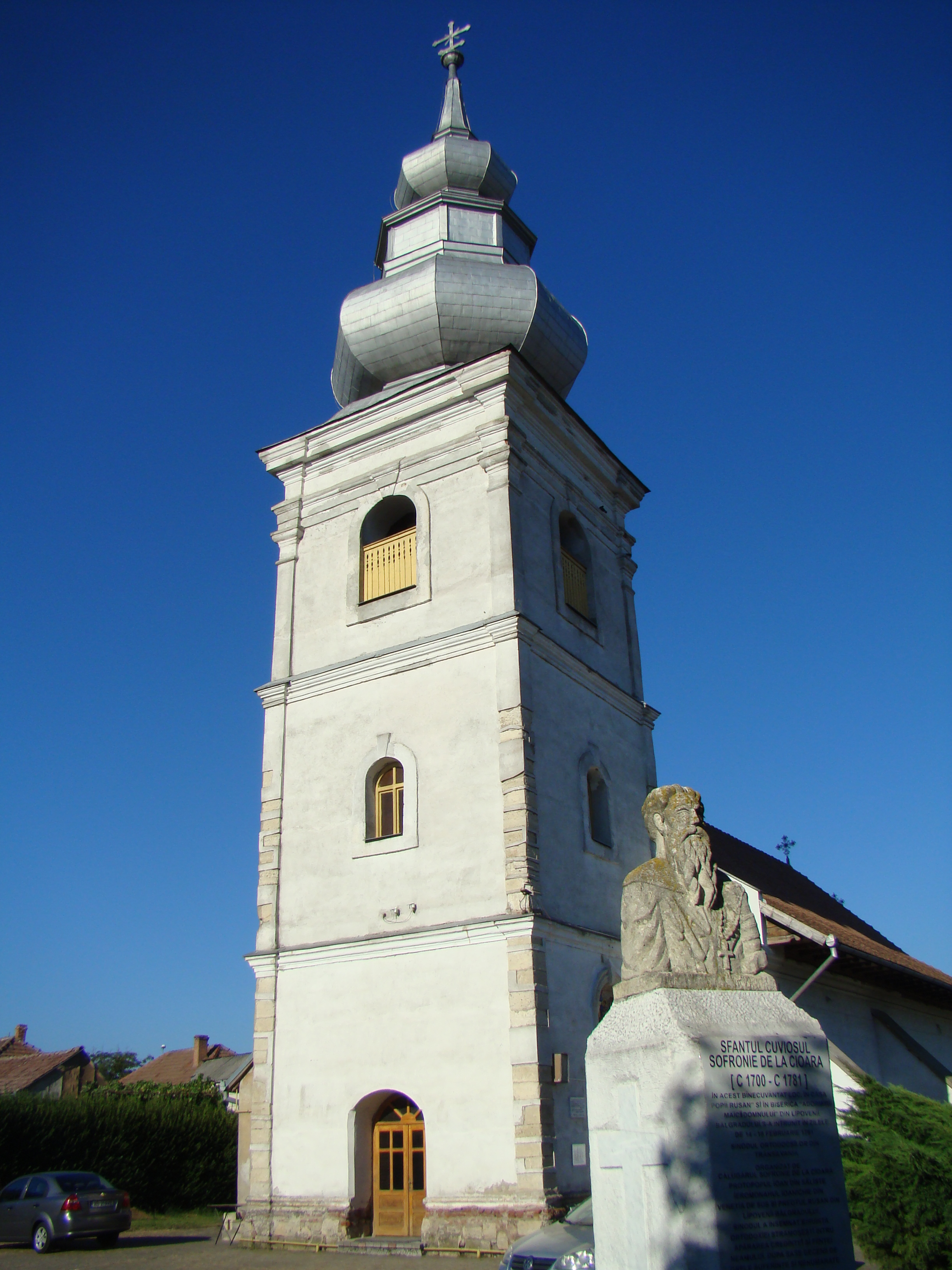
Ansamblul bisericii „Adormirea Maicii Domnului”-Lipoveni (1691), str. Mărășești 17

Numeroase izvoare atestă, înainte de a fi fost atestat numele prin documente istorice scrise, existența pe acest teritoriu și în împrejurimile lui imediate a unor așezări preistorice datând din mileniul al V-lea î.C.; în partea de nord a orașului s-a descoperit o importantă așezare neolitică (5000-1900 î.C.), care a fost locuită de triburi de păstori și agricultori. În numeroase puncte de pe teritoriul orașului - La vii, Platoul romanilor - au fost scoase la iveală obiecte din epoca bronzului (1700-1000 î.Hr.).
Demnă de menționat este și cetatea de pământ din epoca fierului, descoperită pe înălțimile din stânga Mureșului, la Teleac (4 km spre nord-est de Alba Iulia). Această cetate, datată pe la jumătatea mileniului I î.C., este fortificată cu valuri de pământ și șanțuri, înglobând un teren de aproape 30 ha. Aici, pe cursul mijlociu al Mureșului, a fost, probabil, un centru tribal dacic de seamă. Dacii au atins aici un apogeu politic, social și economic. Ei au pus bazele unei așezări puternice - Apoulon - ce se va impune mai târziu.
În jurul castrului întemeiat de romani, au luat naștere două orașe cu numele de Colonia Aurelia Apulensis și Colonia Nova Apulensis.
Există și date concrete despre voievodatul transilvănean cu centrul la Alba Iulia, condus de Iula cunoscut și sub numele de Geula sau Gyula (în maghiară). Voievodul Gyula, de la care provine denumirea maghiară Gyulafehérvár, a ctitorit la sfârșitul secolului al X-lea la Alba Iulia o bazilică  mai veche decât actuala Catedrală Sfântul Mihail, având ca episcop pe grecul Ieroteu. 
Într-o cronică germană Iula era considerat rege: 
„Stephen rex Ungaricus super avunculum suum regem Iulum cum exercitum venit”—Annales Hildesheimenses - text original
Ruinele bazilicii lui Gyula au fost descoperite în 2011. După integrarea Transilvaniei în regatul Ungariei orașul a Alba Iulia a devenit unul dintre cele mai importante centre urbane din perioada dinastiei arpadiene. În urma unor ordonanțe regale a fost stabilită structura administrativă și religioasă a țării, în urma căreia la Alba Iulia a fost stabilită o reședință episcopală. După victoria trupelor regelui Ștefan asupra fratelui său Cupan (în latină) (sau Koppány în maghiară), trupul acestuia a fost tăiat în patru și una din cele patru bucăți a fost trimisă la Alba Iulia.
Între anii 997-1006 Ștefan a reușit centralizarea regatului Ungariei, după consumarea unui violent conflict armat care i-a opus lui Ștefan cel Sfânt pe Iula sau Gyula cel Tânăr, unchiul său. O răscoală a sașilor, extrem de violentă, a avut loc în 1277, provocată de zecimea episcopală. Sașii au luat cu asalt catedrala din Alba Iulia, chiar în timpul slujbei religioase, dându-i foc fără reținere, ceea ce a dus la moartea a peste 2.000 de oameni. Totodată, au fost demolate și alte lăcașuri de cult din oraș și din împrejurimi. În procesul ținut în 1309 în prezența cardinalului Gentile, s-a dovedit că sașii revoltați au aruncat în foc preoții și canoanele, au ars alte biserici, au răpit și au luat cu ei veșmintele găsite, potirurile, crucile, toate podoabe bisericești, cum ar fi și comorile lor. Printre victime s-au numărat fermieri profesioniști, preoți etc., mulți locuitori ai orașului Alba Iulia.
Alba Iulia a fost capitala principatului Transilvaniei (1542-1690), după ce în prima fază a fost posesiune a Episcopiei Transilvaniei. Din a doua jumătate a secolului al XVI-lea, dupa dezmembrarea Regatului Ungar în urma înfrângerii suferite în Bătălia de la Mohács (1526), Transilvania devine tributară Porții otomane, bucurându-se de o deplină autonomie internă.
Palatul principilor Transilvaniei, inițial unul episcopal, a fost refăcut din temelii de către Ioan al II-lea Sigismund (1540-1551, 1556-1571). Bathoreștii au fost cei care i-au dat strălucirea. Primul, în ordine cronologică, Ștefan Báthory, l-a refacut în stil italian. El și-a legat numele și de alte construcții, cum ar fi podul peste Mureș și apeductul din palat. Iar nepotul său, principele Sigismund (1581-1597, 1598-1599, 1600-1601), s-a remarcat și el prin mici adaosuri. În 1590 a cerut să fie reconstruită orga catedralei, distrusă în timpul confruntărilor religioase din 1566.
În data de 14 decembrie 1576 principele Ștefan Báthory a fost ales rege al Poloniei, iar Transilvania a fost guvernată, în numele lui Ștefan Báthory, de fratele acestuia, Cristofor Báthory, iar apoi de Sigismund Báthory, fiul lui Cristofor. Autoritatea centrală a principelui a fost consolidată, iar drepturile Dietei au fost restrânse. În anul 1594 atât Aron Vodă, domnul Moldovei, cât și Mihai Viteazul, domnul Țării Românești, au recunoscut suzeranitatea lui Sigismund Báthory, ceea ce a însemnat prima unire politică a Transilvaniei, Moldovei și Țării Românești.
La 1 noiembrie 1599 Mihai Viteazul a intrat în Alba Iulia, realizând unirea politică a Transilvaniei, Moldovei și Țării Românești sub cârmuirea sa. Cheile orașului i-au fost înmânate de episcopul Demetrius Napragyi, cel care deținea funcția de cancelar al Transilvaniei.
La 7 octombrie 1698 a avut loc la Alba Iulia Sinodul de Unire cu Biserica Romei, sinod prezidat de mitropolitul Atanasie Anghel.

### După 1918
Unirea Transilvaniei, Banatului, Crișanei și Maramureșului cu România a fost proclamată la 1 decembrie 1918 prin Declarația de la Alba Iulia.
Încoronarea regelui Ferdinand I și a reginei Maria a avut loc în data de 15 octombrie 1922 în fața Catedralei Încoronării, act care a simbolizat unirea tuturor provinciilor istorice ale României sub sceptrul aceluiași monarh.
La 6 mai 1928 a fost organizată de Partidul Național-Țărănesc, în cadrul unei vaste campanii de răsturnare a guvernului liberal, o adunare la care au participat circa 100.000 de cetățeni.
În anul 1933 orașul nord-italian Alessandria a donat orașului Alba Iulia o copie a “Statuii Lupoaicei” (“Lupa Capitolina”), ca semn al moștenirii culturale latine comune. La data de 13 aprilie 2007 a avut loc inaugurarea oficială a „Pieței Allessandria” în Alba Iulia, în care este amplasată statuia „Lupa Capitolina”, ca simbol al înfrățirii dintre cele două orașe.

### Plasa Alba Iulia
Între 1938 și 1950, Alba Iulia a fost reședinței plășii omonime Alba Iulia,  unitate administrativă sub-divizionară de ordin doi în cadrul județului interbelic Alba. 
Plasa Alba Iulia, înființată în anul 1938, prin desprinderea unor localități din plasa Ighiu, a fost desființată, prin Legea nr. 5 din 6 septembrie 1950, atunci când au fost desființate județele și plășile din țară, pentru a fi înlocuite cu regiuni și raioane, unități administrative organizate după model sovietic.

### Din oraș în municipiu
În urma reformei administrative din 1968 orașul a devenit municipiu.

### După 21 decembrie 1989
La 1 decembrie 1990 a avut loc la Alba Iulia prima sărbătorire centrală a zilei de 1 decembrie ca zi națională a României, organizată de regimul Ion Iliescu (FSN). Cuvântarea lui Corneliu Coposu, liderul opoziției anticomuniste, a fost perturbată de huiduieli.

## Date geografice
Municipiul Alba Iulia este situat la o altitudine de 270 m, la o distanță de 340 km de București, 100 km de Cluj, 70 km de Sibiu și la 241 km de Arad și are o suprafață de 10.365 ha. Este așezat în perimetrul format de râul Ampoi, râul Sebeș, crestele munților Apuseni și Podișul Transilvaniei. Orașul propriu-zis este așezat pe prima terasă a Mureșului, care formează spre est un șes lung de 8–10 km și lat de 2–4 km. Partea de vest a orașului este străjuită de înălțimile împădurite ale Munților Metalici cu Vârful Mamut (630 m). Spre est, peste Mureș, se disting dealurile argiloase de culoare roșiatică ale podișului ardelean, erodate de râurile Mureș, Sebeș și Secaș, acestea formând un șir de râpe cu forme interesante și vegetație rară. Spre partea de sud se văd culmile munților Sebeșului, cu Vârful Șurianu (2059) și cu vârful Pătru (2130). Municipiul Alba Iulia este așezat în centrul podișului ardelean, la 46°05' latitudine nordică și 23°34' longitudine estică, 330 m altitudine, într-o zonă de interferență a dealurilor ce coboară din Munții Trascăului cu șesurile din valea cursului mijlociu al Mureșului.

## Demografie
Conform statisticii al ziaristului, scriitorului și politicianului român Ioan Russu-Șirianu, în 1900, Alba Iulia a avut 16.560 locuitori din care 9.628 români, 5.416 maghiari, 1.343 nemți și 173 de altă etnie, de verificat în lucrarea sa Românii din statul ungar din 1904.
Conform recensământului oficial din 1910 Alba Iulia a avut 11.616 locuitori, din care 5.226 aveau maghiara ca limba maternă (44,98%), 5.170 româna (44,50%), 792 germana (6,81%), 287 rromani (2,47%). În total, 7336 persoane știau să vorbească ungurește, și 6872 erau alfabetizați. Ca religie, 2846 erau ortodocși, 2820 greco-catolici, 2613 romano-catolici, 1106 calviniști, 503 luterani, 1586 mozaici.
Componența etnică a municipiului Alba Iulia
     Români (83,75%)
     Maghiari (1,13%)
     Alte etnii (1,22%)
     Necunoscută (13,9%)
Componența confesională a municipiului Alba Iulia
     Ortodocși (74,67%)
     Penticostali (2,1%)
     Greco-catolici (1,63%)
     Romano-catolici (1,6%)
     Baptiști (1,43%)
     Alte religii (3,15%)
     Necunoscută (15,42%)
Conform recensământului efectuat în 2021, populația municipiului Alba Iulia se ridică la 64.227 de locuitori, în creștere față de recensământul anterior din 2011, când fuseseră înregistrați 63.536 de locuitori. Majoritatea locuitorilor sunt români (83,75%), cu o minoritate de maghiari (1,13%), iar pentru 13,9% nu se cunoaște apartenența etnică. Din punct de vedere confesional, majoritatea locuitorilor sunt ortodocși (74,67%), cu minorități de penticostali (2,1%), greco-catolici (1,63%), romano-catolici (1,6%) și baptiști (1,43%), iar pentru 15,42% nu se cunoaște apartenența confesională.
010.00020.00030.00040.00050.00060.00070.00080.00019121948196619922011populatiePopulația istorică din Alba Iulia
Date: Recensăminte sau birourile de statistică - grafică realizată de Wikipedia

## Sport
Alba Iulia are o echipă de fotbal Unirea Alba Iulia și o echipă de baschet Universitatea 1 Decembrie Alba Iulia (Liga I). 

Stadionul Unirea

Stadionul Cetate din Alba Iulia are o capacitate de 18.000 de locuri, dintre care 8500 pe scaune.Stadionul a fost inaugurat în anul 1982.Stadionul dispune de o pistă de atletism și de un mini-hotel la care sunt cazați jucătorii echipei Unirea Alba Iulia. La Alba Iulia funcționează un bazin olimpic de înot, precum și mai multe baze sportive moderne, piste pentru biciclete etc.

## Educație
Colegiul Național „Horea, Cloșca și Crișan” este primul liceu românesc înființat în februarie 1919 de Consiliul Dirigent al Transilvaniei.
Până în 1948 s-a numit Liceul „Mihai Viteazul” iar din 1960 se numește Liceul Horia Cloșca și Crișan.
Universitatea 1 decembrie 1918 din Alba Iulia a fost înființată în 1991 în clădirea care a fost până în 1948 liceul romano-catolic de băieți Gustav Majlath. Din 2007 sediul rectoratului universității se găsește în Palatul Apor.
Tradiția academică a orașului se leagă de Colegiul Bethlen din Alba Iulia, înființat în anul 1622 de principele Gabriel Bethlen. Colegiul a fost o școală de tip umanist, ridicată în anul 1629 la rangul de școală academică (Academicum Collegium seu Gymnasium illustre, Collegium Academicum Bethlenianum) cu trei facultăți: teologică, filozofică și filologică. Invazia turco-tătară din 1658 a produs însemnate pagube cetății și colegiului, care a fost nevoit să se mute la Aiud, unde funcționează până în prezent Colegiul Național Bethlen din Aiud.
La mijlocul secolului al XVIII-lea ordinul iezuit a deschis un nou colegiu la Alba Iulia, precursorul Liceului Romano-Catolic Gustav Majlath. În anul 1948 acest liceu a fost desființat, iar în clădire a fost instalat un liceu militar, iar din anii 1960 un liceu industrial (Liceul Industrial Nr. 4).

## Politică și administrație
Municipiul Alba Iulia este administrat de un primar și un consiliu local compus din 21 consilieri. Primarul, Gabriel-Codru Pleșa, de la Partidul Național Liberal, este în funcție din octombrie 2020. Începând cu alegerile locale din 2024, consiliul local are următoarea componență pe partide politice:
|  | Partid                          | Consilieri | Componența Consiliului | Componența Consiliului | Componența Consiliului | Componența Consiliului | Componența Consiliului | Componența Consiliului | Componența Consiliului | Componența Consiliului | Componența Consiliului |
|  | ------------------------------- | ---------- | ---------------------- | ---------------------- | ---------------------- | ---------------------- | ---------------------- | ---------------------- | ---------------------- | ---------------------- | ---------------------- |
|  | Partidul Național Liberal       | 9          |                        |                        |                        |                        |                        |                        |                        |                        |                        |
|  | Partidul Social Democrat        | 5          |                        |                        |                        |                        |                        |                        |                        |                        |                        |
|  | Alianța pentru Unirea Românilor | 4          |                        |                        |                        |                        |                        |                        |                        |                        |                        |
|  | Alianța Dreapta Unită           | 2          |                        |                        |                        |                        |                        |                        |                        |                        |                        |
|  | Florea Paul-Victor              | 1          |                        |                        |                        |                        |                        |                        |                        |                        |                        |

### Administrație regională
În Alba Iulia își are sediul o curte de apel cu competență teritorială asupra județelor Alba, Sibiu și Hunedoara. Direcția Națională Anticorupție are un serviciu teritorial la Alba Iulia, cu competență teritorială identică cu cea a Curții de Apel Alba Iulia.
Municipiul Alba Iulia este centrul administrativ al Regiunii de Dezvoltare Centru, cu județele Alba, Brașov, Sibiu, Harghita, Covasna și Mureș în componență.
În Alba Iulia își are sediul central Federația Agențiilor Române de Energie - FAREN. La Alba Iulia funcționează singurul birou de reprezentanță al ARE (Adunarea Ansamblului Regiunilor Europene) din Europa Centrală și de Sud-Est.
La Alba Iulia își au sediul Arhiepiscopia Romano-Catolică de Alba Iulia, înființată în anul 1009, cu jurisdicție asupra întregii Transilvanii, și Arhiepiscopia Ortodoxă de Alba Iulia, înființată în anul 1600, unită la sfârșitul secolului al XVII-lea cu Biserica Romei, reînființată în 1975, cu jurisdicție asupra județelor Alba și Mureș.

## Obiective turistice

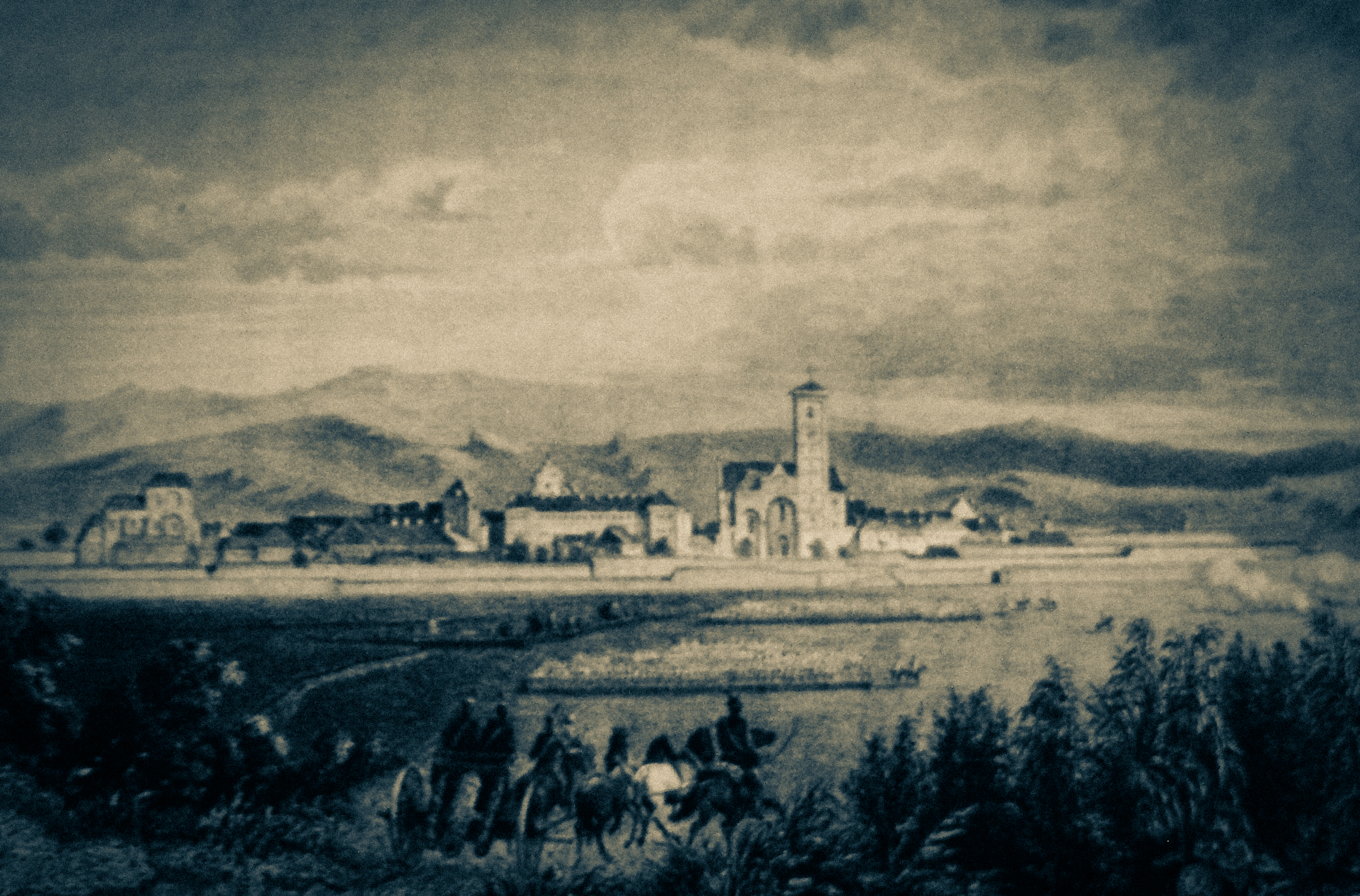
Alba Iulia, pictură de de

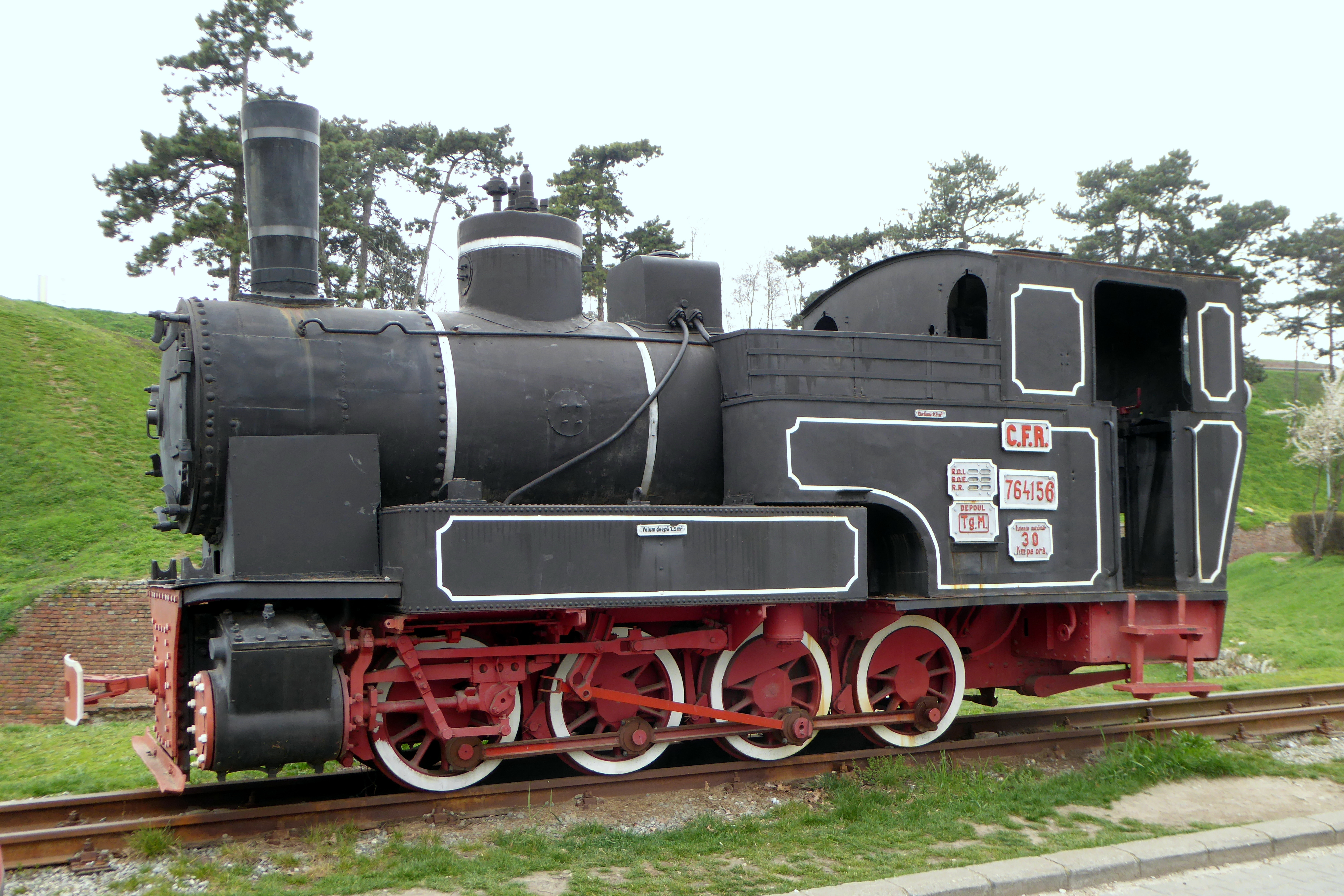
Locomotivă cu abur pe ecartament îngust, expusă în fosta gară Alba-Cetate, care deservea linia Alba Iulia-Zlatna

Principala zonă istorică a orașului este Cetatea Alba Carolina, dezvoltată foarte mult de Carol al VI-lea. Habsburgii au redenumit orașul în Karlsburg în onoarea sa. Fortăreața în stil Vauban cu 7 bastioane, în formă de stea, a fost construită în perioada 1716-1735, după un plan al arhitectului italian Giovanni Morando Visconti, fiind cea mai impresionantă de acest tip din centrul Europei, în special datorită porților triumfale ce asigurau accesul, inițial în număr de șase.
Principalele obiective turistice care sunt situate în interiorul fortificației sunt: Catedrala Romano-Catolică, Catedrala Încoronării, Muzeul și Sala Unirii, Grupul Statuar al Corifeilor Unirii, Biblioteca Batthyaneum, Celula lui Horea, Cloșca și Crișan, situată în ansamblul arhitectural al porții a 3-a a cetății, Palatul Apor, Palatul Principilor, Universitatea 1 Decembrie, Obeliscul ridicat în memoria lui Horea, Cloșca si Crișan, Traseul Celor Trei Fortificații - incluzând Poarta Castrului Roman, Statuia Ecvestră a Voievodului Mihai Viteazul, Monumentul închinat memoriei lui Avram Iancu, Monumentul Custozza, Biserica de lemn a primei mitropolii ortodoxe a Ardealului ctitorită de voievodul Mihai Viteazul, Busturile Regelui Ferdinand și al Reginei Maria etc.
În interiorul Catedralei Încoronării se află două importante lucrări de artă care au scăpat de teroarea și prigoana comunismului, reprezentându-i pe regele Ferdinand și pe regina Maria. În interiorul Catedralei Romano-Catolice este îngropat guvernatorul Ioan de Hunedoara. Pe partea laterală stânga a Catedralei Romano-Catolice, deasupra unui vitraliu, se poate vedea o interesantă poziționare a trei capete de cal cu trei urechi, fiecare cap cu câte două urechi, sculptură realizată și poziționată într-un mod interesant. În cripta catedralei se află înmormântat episcopul Áron Márton.
Catedrala romano-catolică Sf. Mihail este o remarcabilă operă de arhitectură religioasă în stil romanic târziu, cel mai valoros monument de arhitectură din Transilvania, de aceeași vârstă cu celebra Catedrală Notre-Dame de Paris, 1247 - 1291. Catedrala a fost construită în perioada 1247-1291, dezvoltând o basilică din sec. 9, distrusă parțial de mongoli la marea invazie din anul 1241, și se pare că la elaborarea planurilor inițiale a contribuit și arhitectul francez Villard de Honnecourt.
Altele: Parcul Dendrologic "Dr. Ion Vlad", mocănița etc.

## Transporturi
Orașul este conectat din anul 1868 la rețeaua feroviară. Gara Alba Iulia a fost dată în folosință odată cu inaugurarea liniei de cale ferată Budapesta-Arad-Alba Iulia.
De asemenea, orașul este conectat foarte bine prin doua noduri rutiere(nord și sud) cu Autostrada A10 care face legătura de la Turda la Sebeș 

## Personalități

Monumentul episcopului
Iuliu Hossu

- Gabriel Bethlen (1580 - 1629), principe al Transilvaniei;
- Martin Opitz (1597 - 1639), unul din cei mai însemnați poeți din epoca barocului;
- Ignaz von Born (1742-1791), mineralog;
- Ignațiu Batthyány (1741 - 1798), episcop romano-catolic, întemeietorul Bibliotecii Batthyaneum
- Adalbert Cserni (1842 - 1916), întemeietorul muzeului din Alba Iulia; unul dintre cei mai cunoscuți oameni de știință care a trăit în Alba Iulia.[22]
- Atanasie Anghel, episcop (1698 - 1713), ctitorul Bisericii din Maieri;
- Iosif Iacobici (1884 - 1952), general;
- Samoilă Mârza (1886 - 1967), fotograf;
- Alexandru Borza (1887 - 1971), preot, botanist;
- Áron Márton (1896 - 1980), episcop romano-catolic;
- Bujor Teculescu (1902 - 1972), deputat în Marea Adunare Națională de la Alba Iulia 1918
- Emilian Birdaș (1921 - 1996), episcop ortodox;
- Romulus Rusan (1935 - 2016), scriitor, cofondator al Memorialului Sighet;
- Horia Flămându (n. 1941), sculptor;
- Ioan Bocșa (n. 1947), solist de muzică populară;
- Vali Șerban (n. 1953), artist, renumit cantautor de muzică folk;
- Laura Stoica (1967 - 2006), cântăreață, actriță;
- Marius Moga (n. 1981), cântăreț, compozitor;
- Ana Rodean (n. 1984), atletă;
- Călin Cristea (n. 1988), fotbalist;
- Vlad Brumaru (n. 1995), actor;
- Sebastian Culda (n. 1996), fotbalist.

## Orașe înfrățite
Municipiul Alba Iulia este înfrățit cu următoarele localități:
- Chișinău, Moldova
- Arnsberg, Germania
- Székesfehérvár, Ungaria
- Nazaret, Israel
- Aeghio, Grecia
- Alcalá de Henares, Spania
- Sliven, Bulgaria
- Duzce, Turcia
- San Benedetto del Tronto, Italia
- Varese, Italia
- Alessandria, Italia

## Galerie de imagini

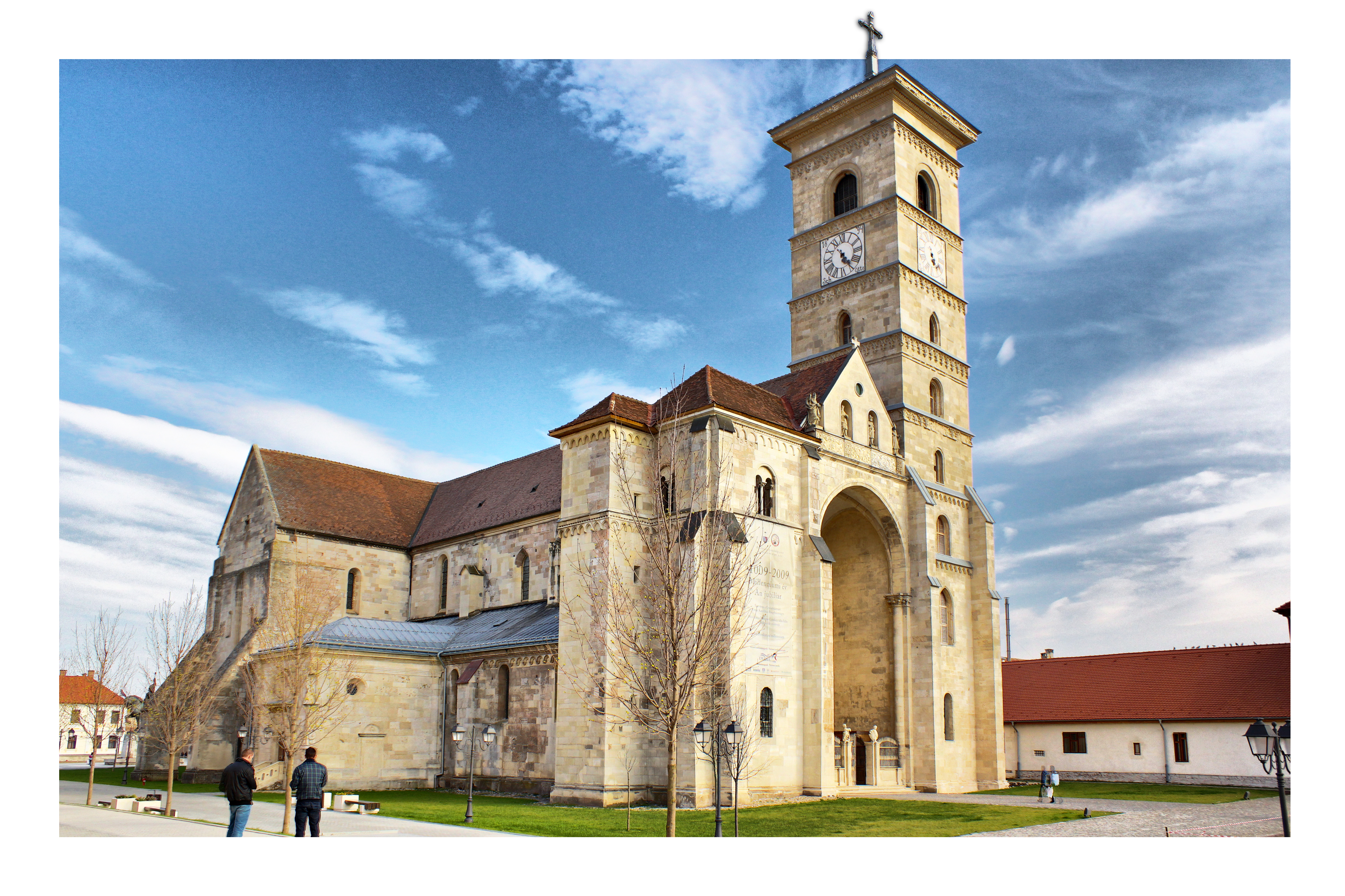
Catedrala Romano-Catolică
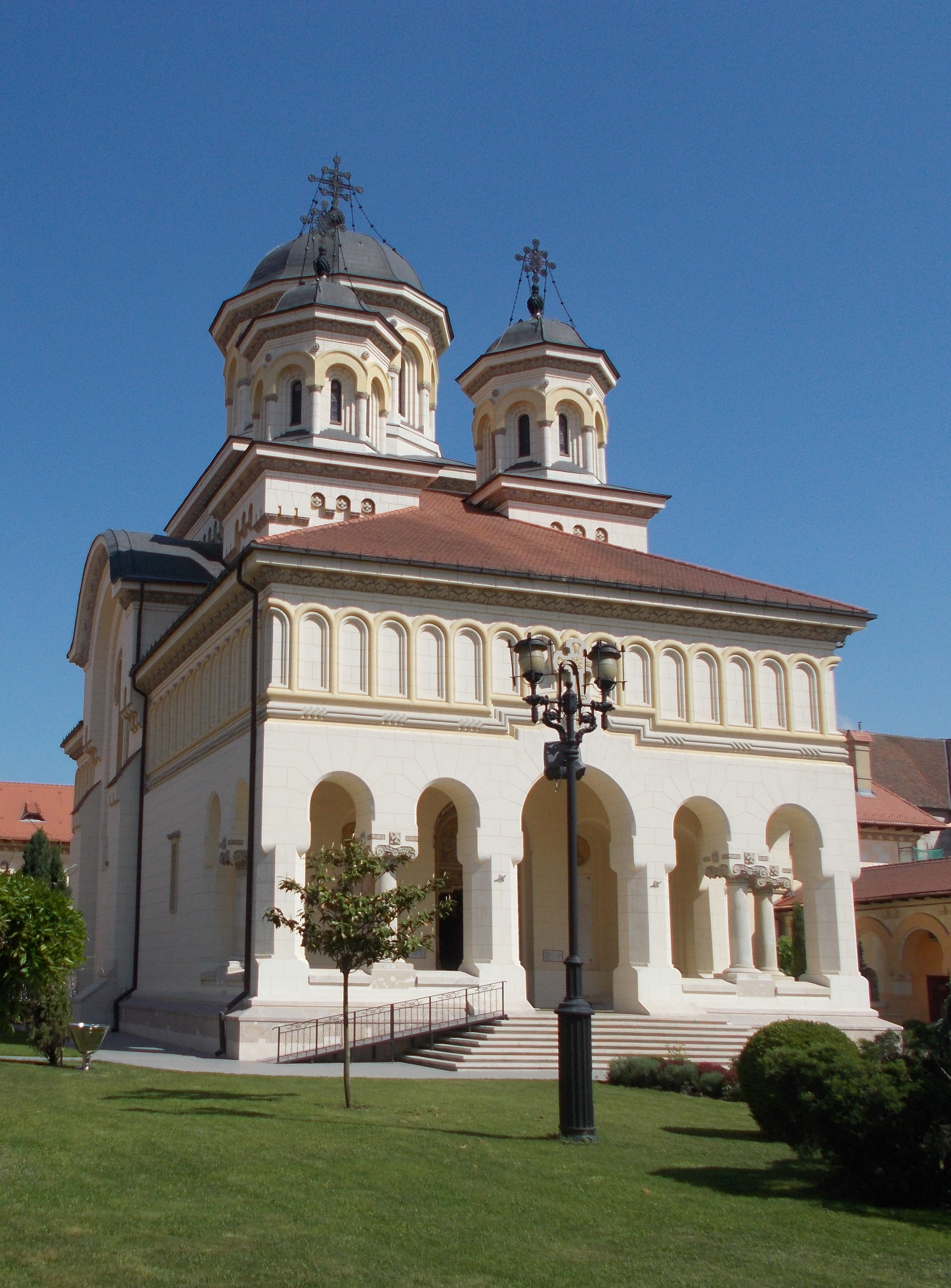
Catedrala Reîntregirii de la Alba Iulia
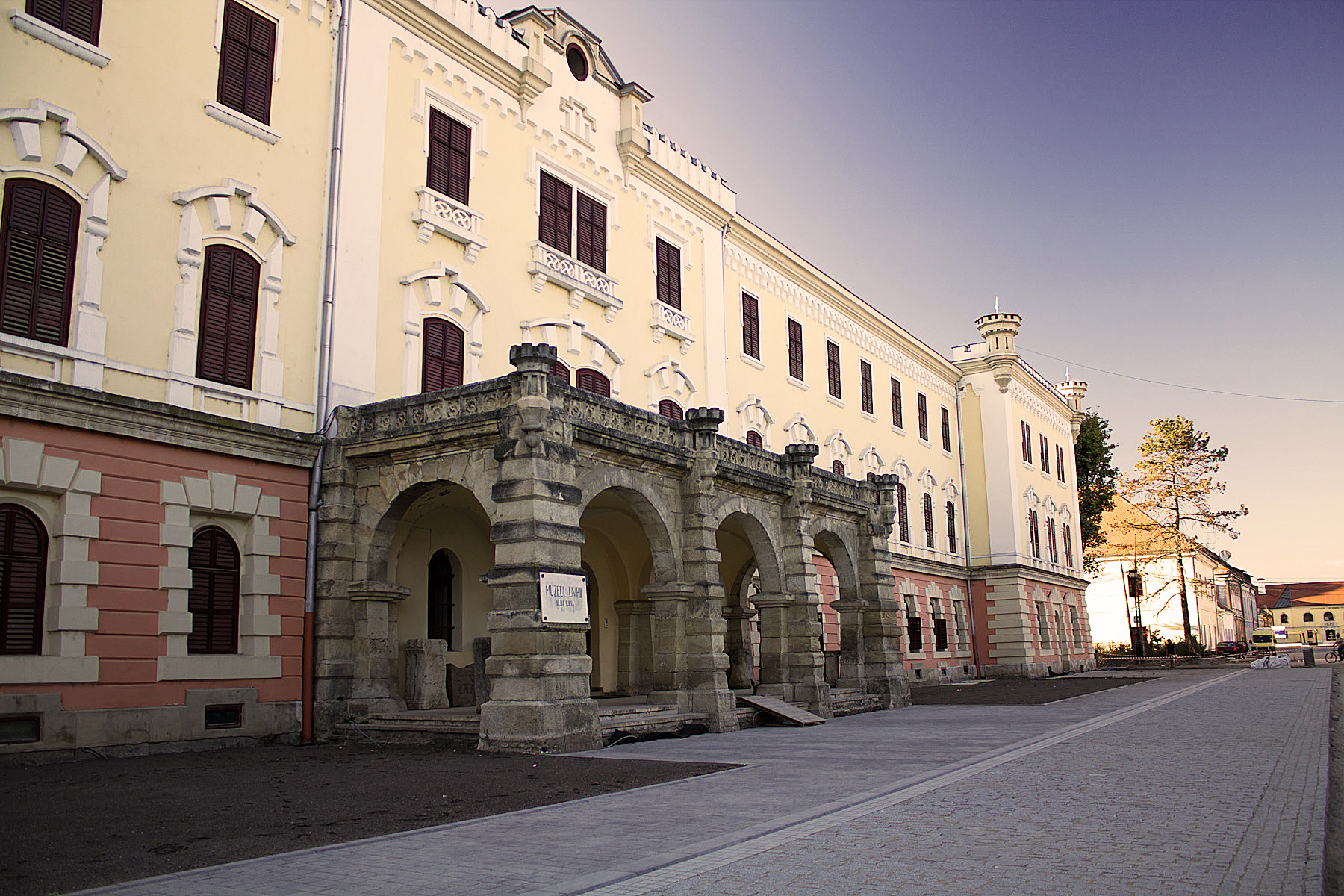
Muzeul Unirii, intrare față
Obeliscul lui Horea, Cloșca și Crișan
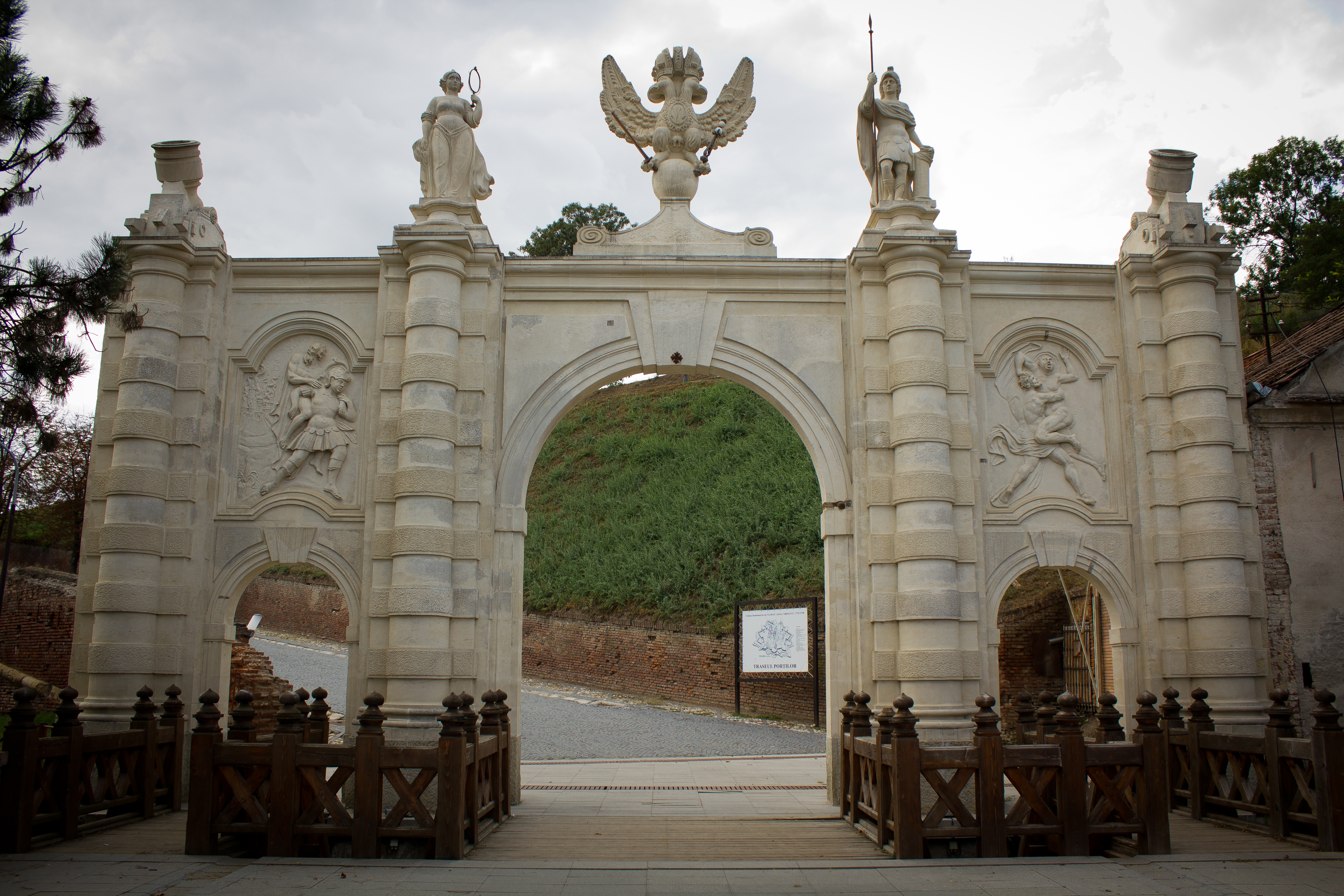
Poarta I, vedere exterioară
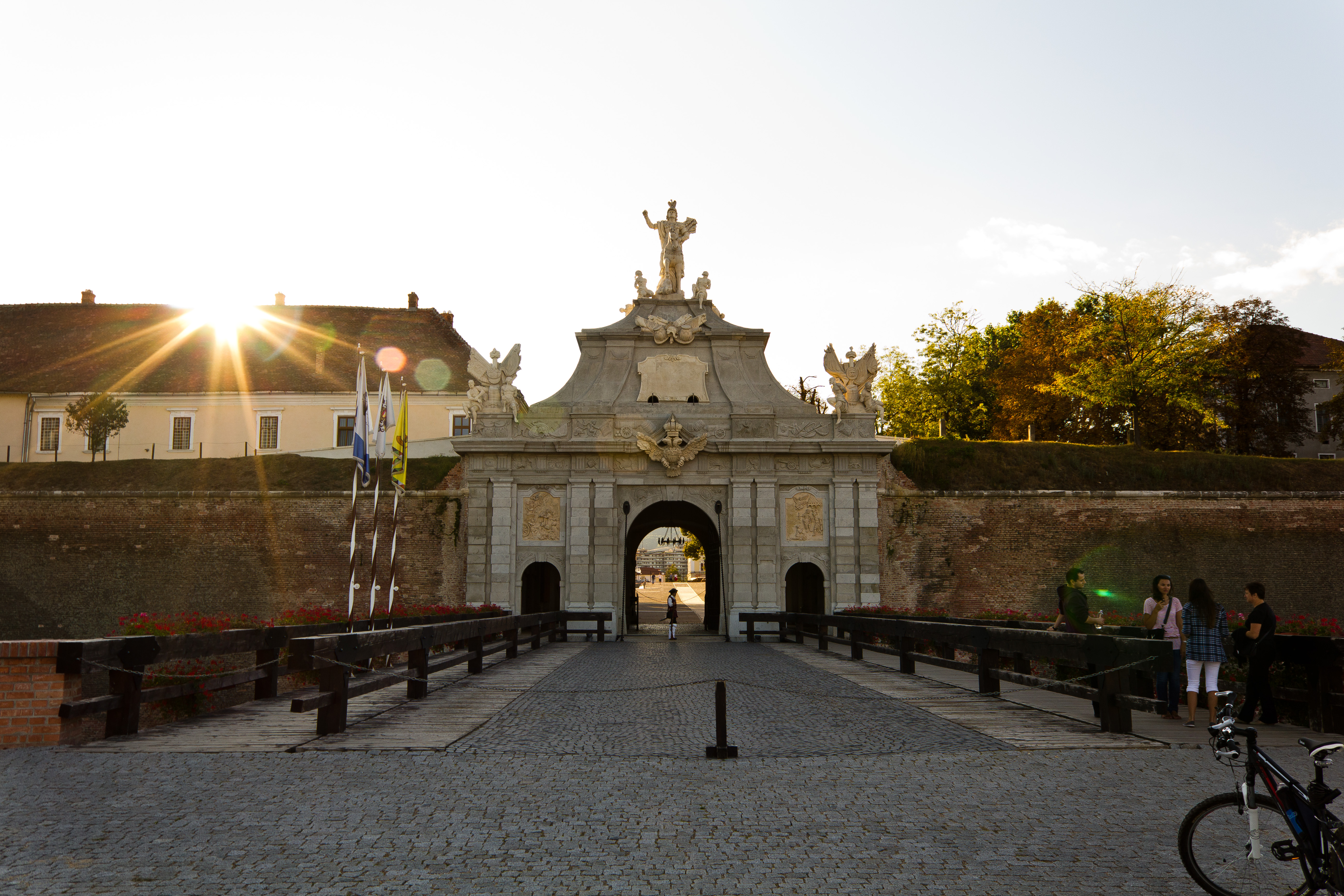
Poarta III, vedere exterioară
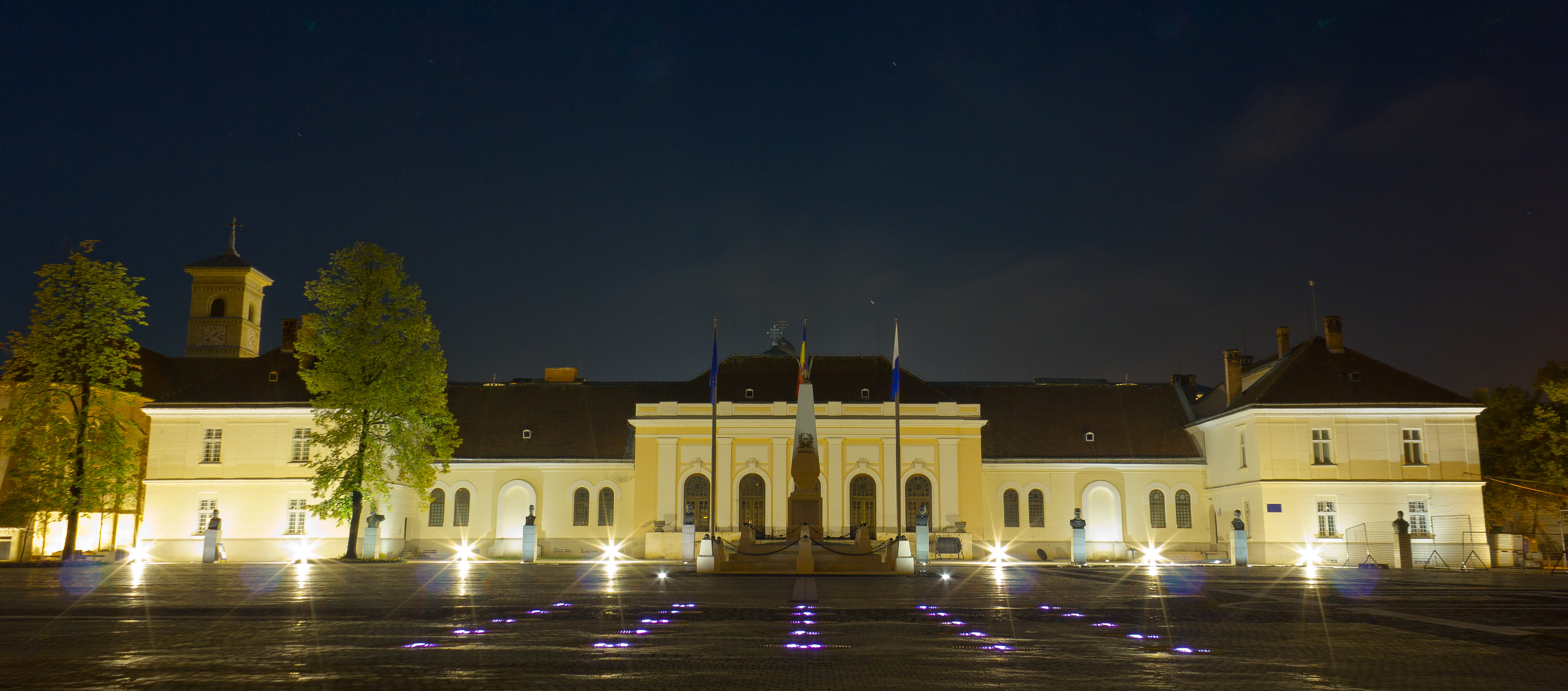
Vedere Sala Unirii dinspre Parcul Custozza
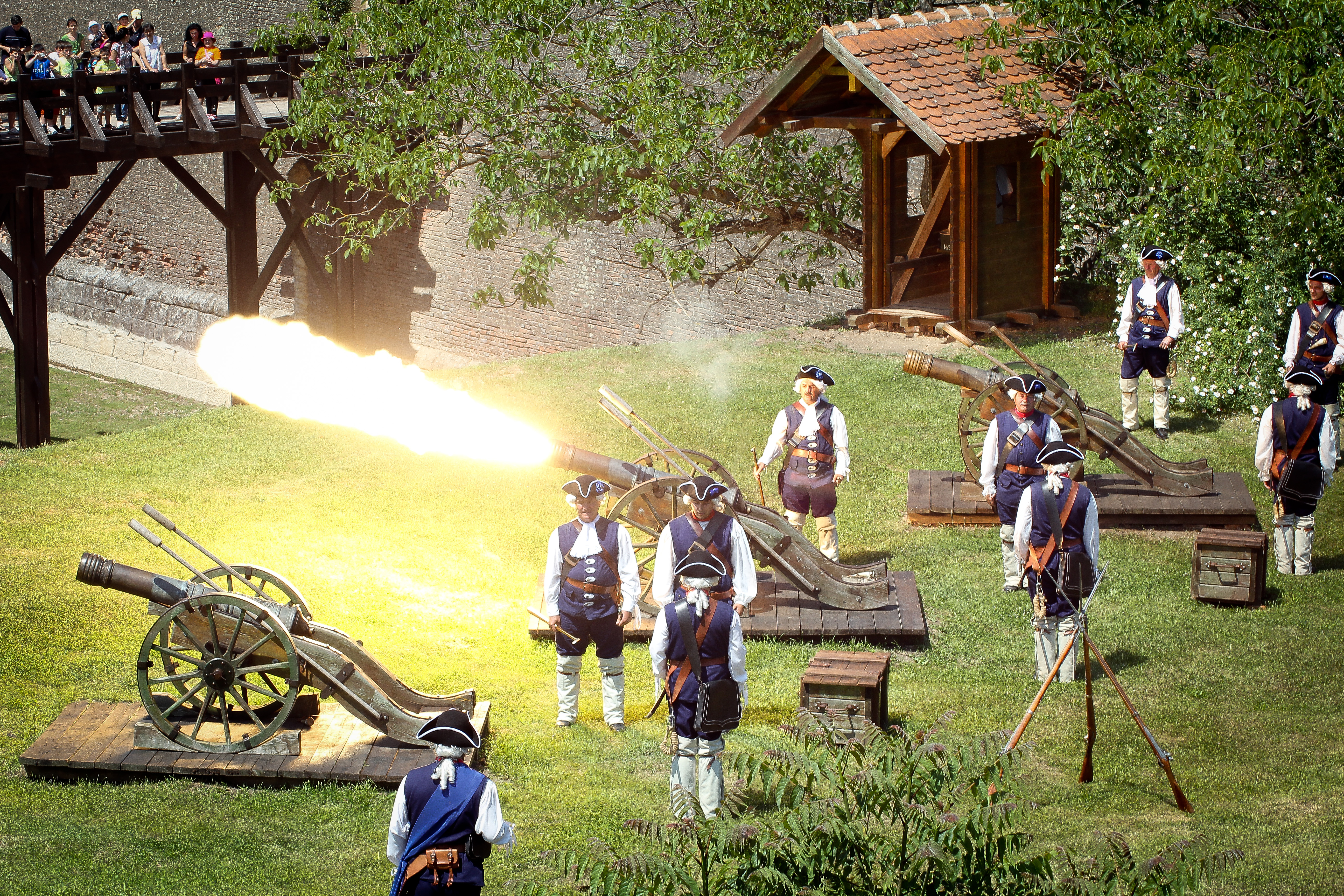
Salva de tun executata de catre Garda Cetatii
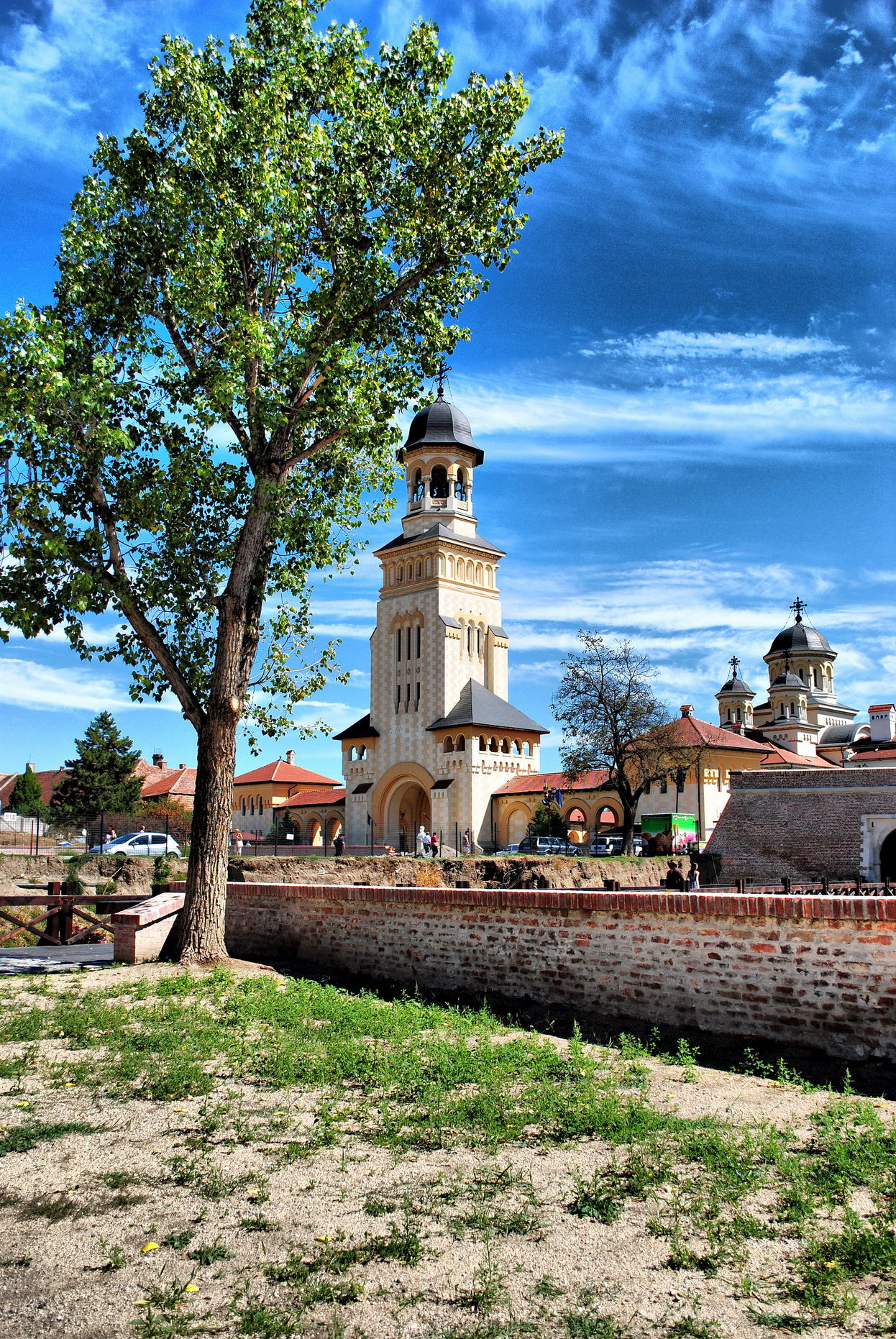
Catedrala Ortodoxă
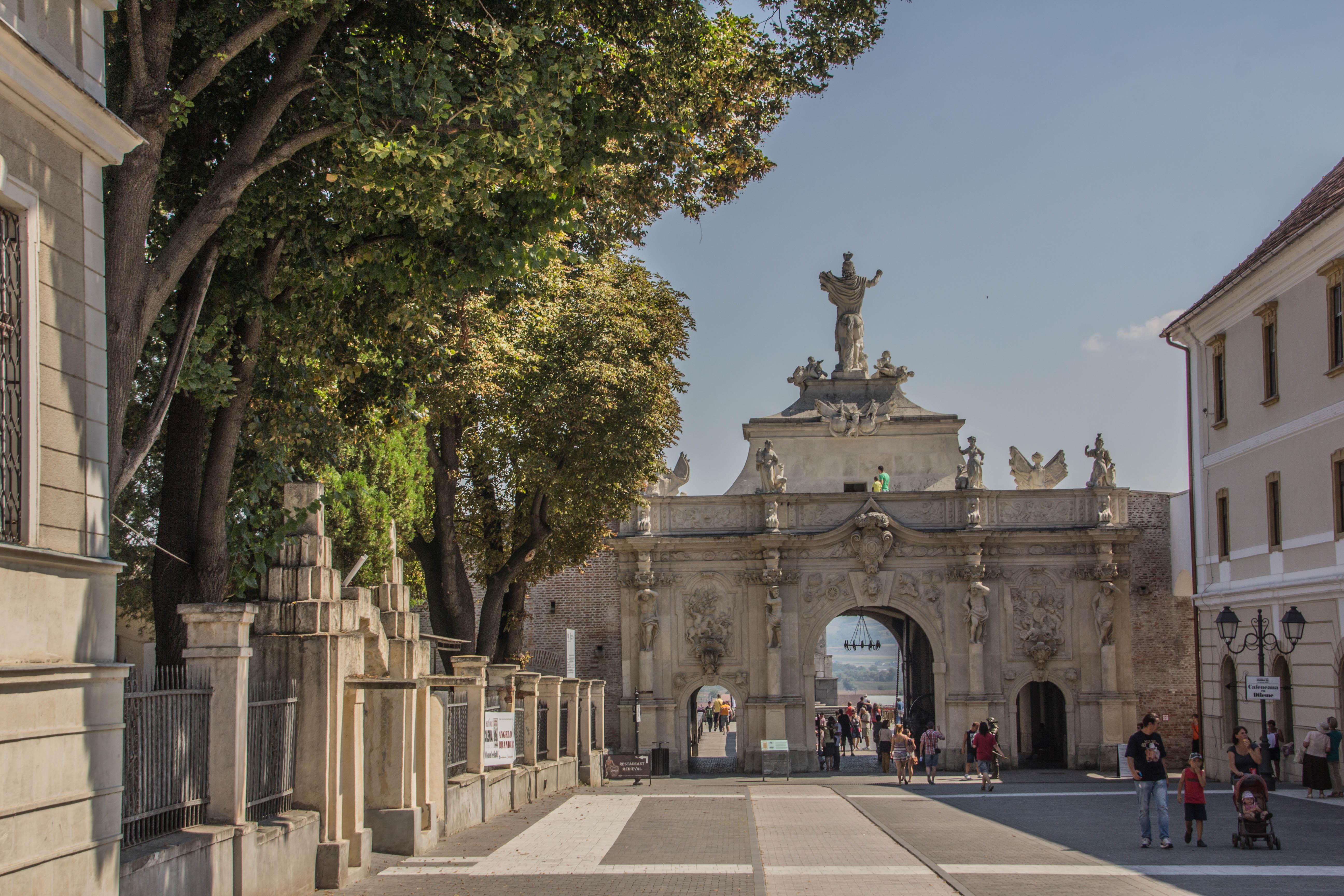
Cetatea Alba Carolina
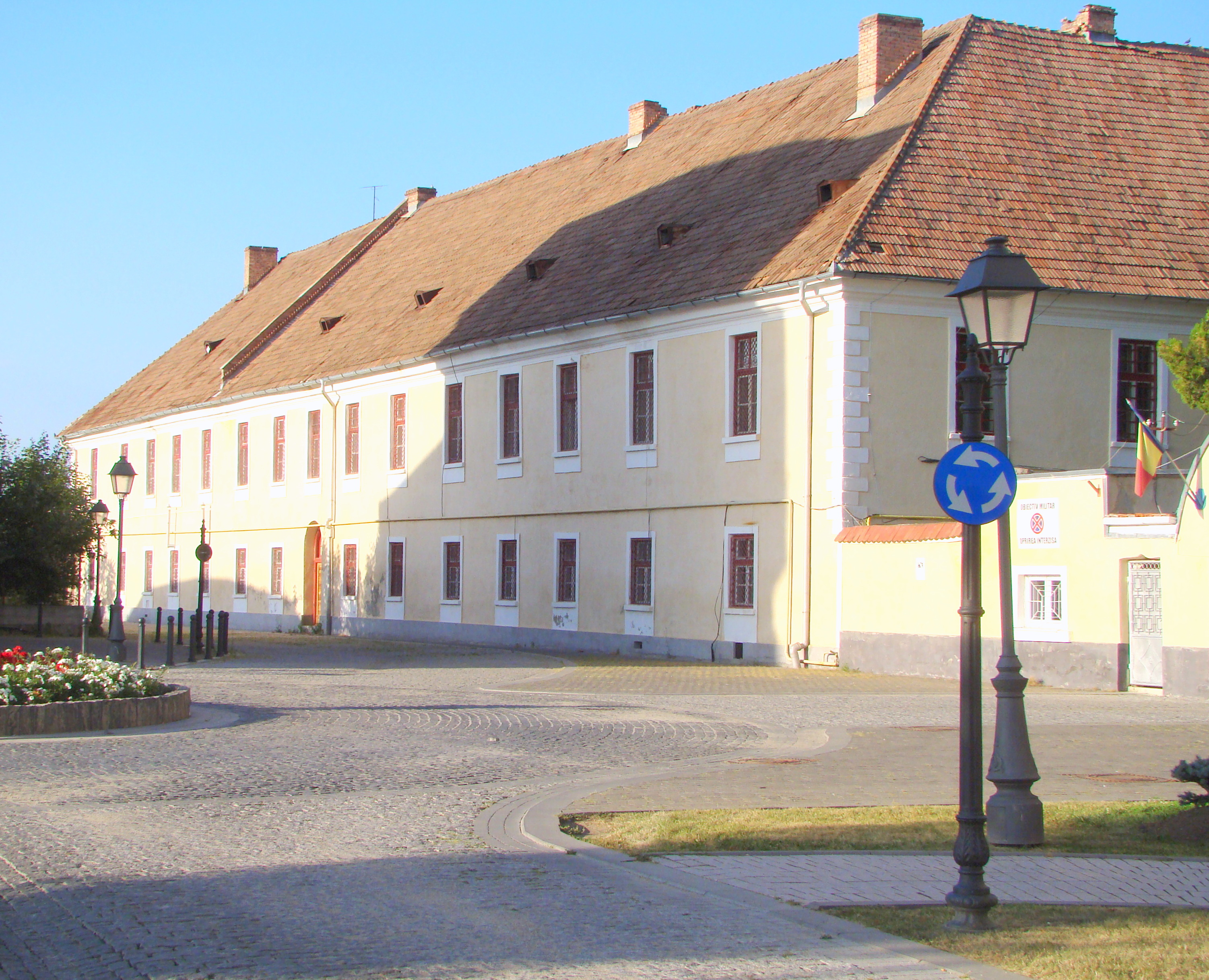
Colegiul Bethlen
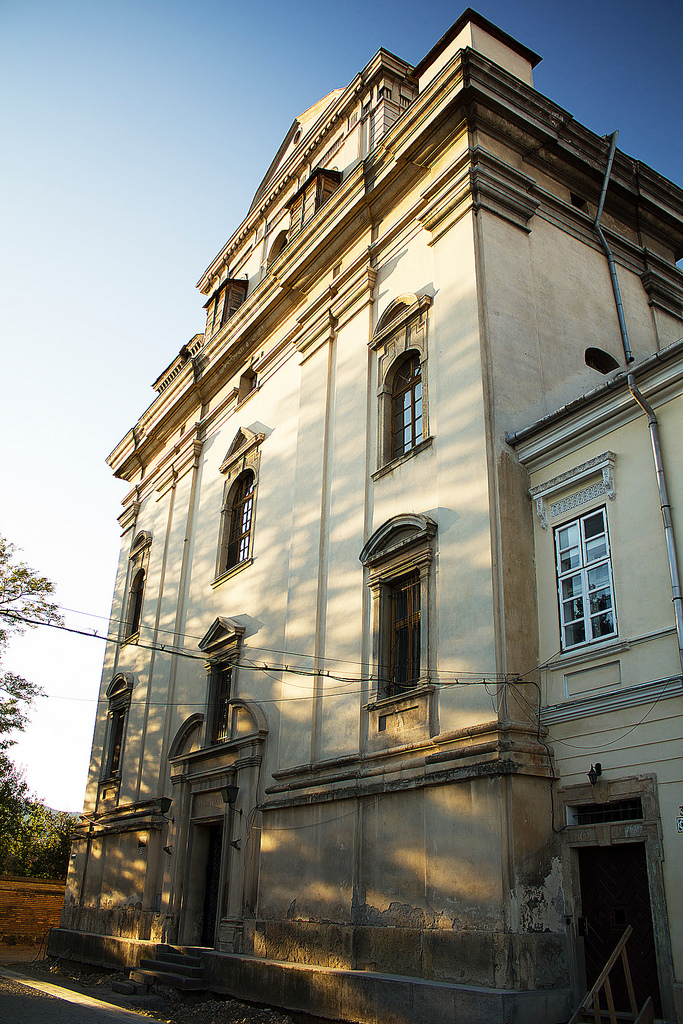
Biblioteca Batthyaneum
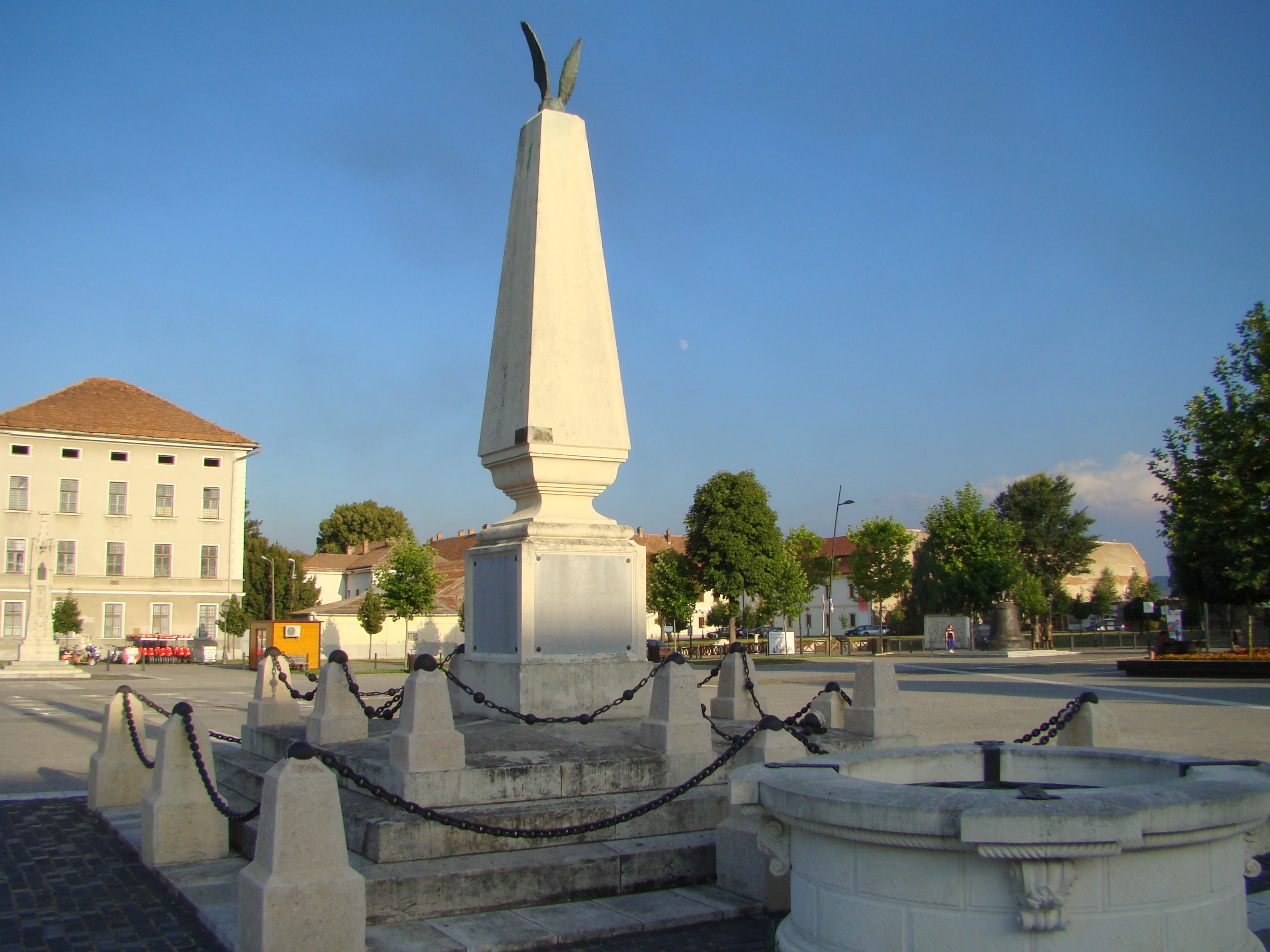
Monumentul Custozza
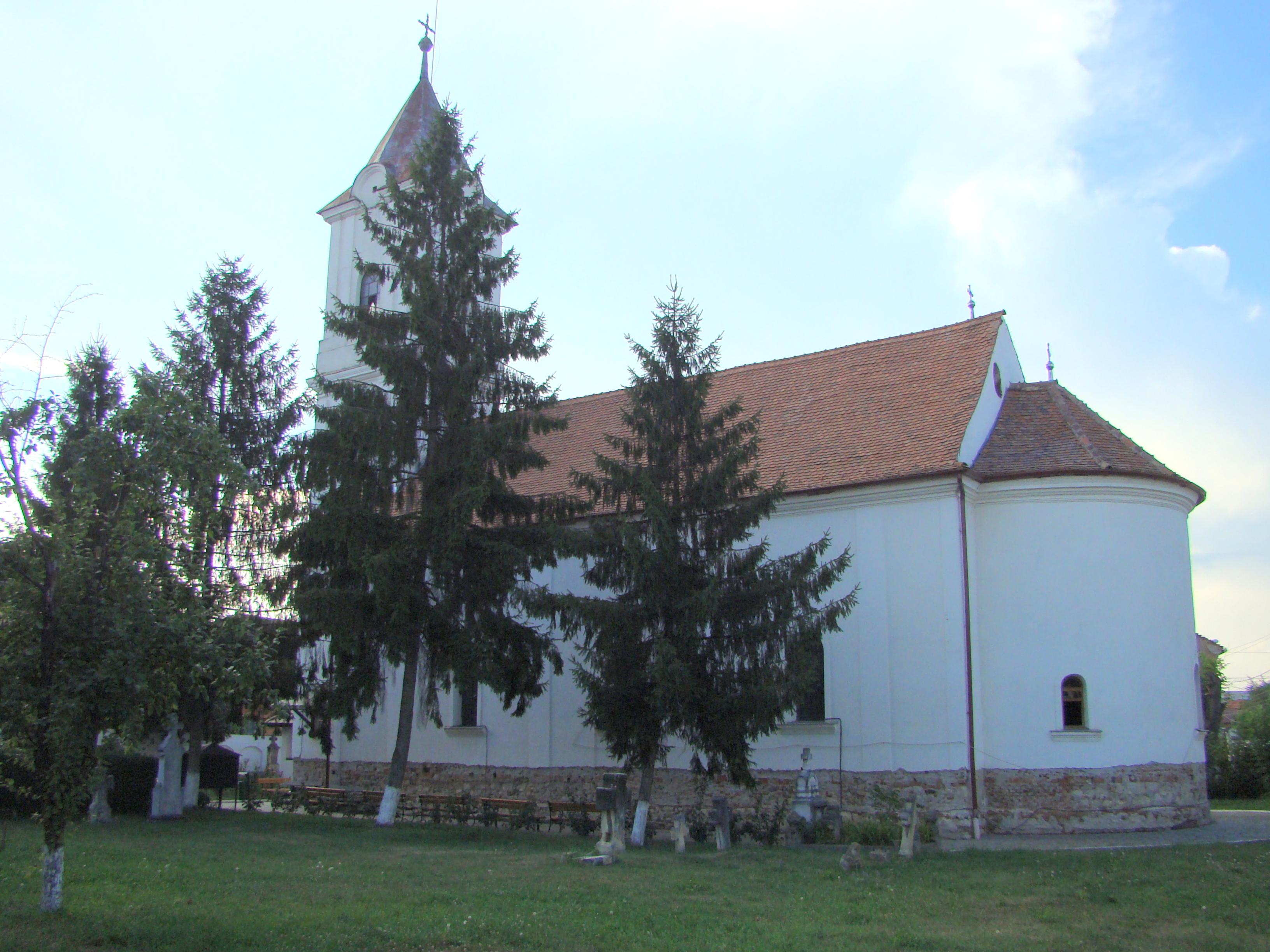
Biserica „Bunavestire”-Grecească (str. Avram Iancu nr. 7)
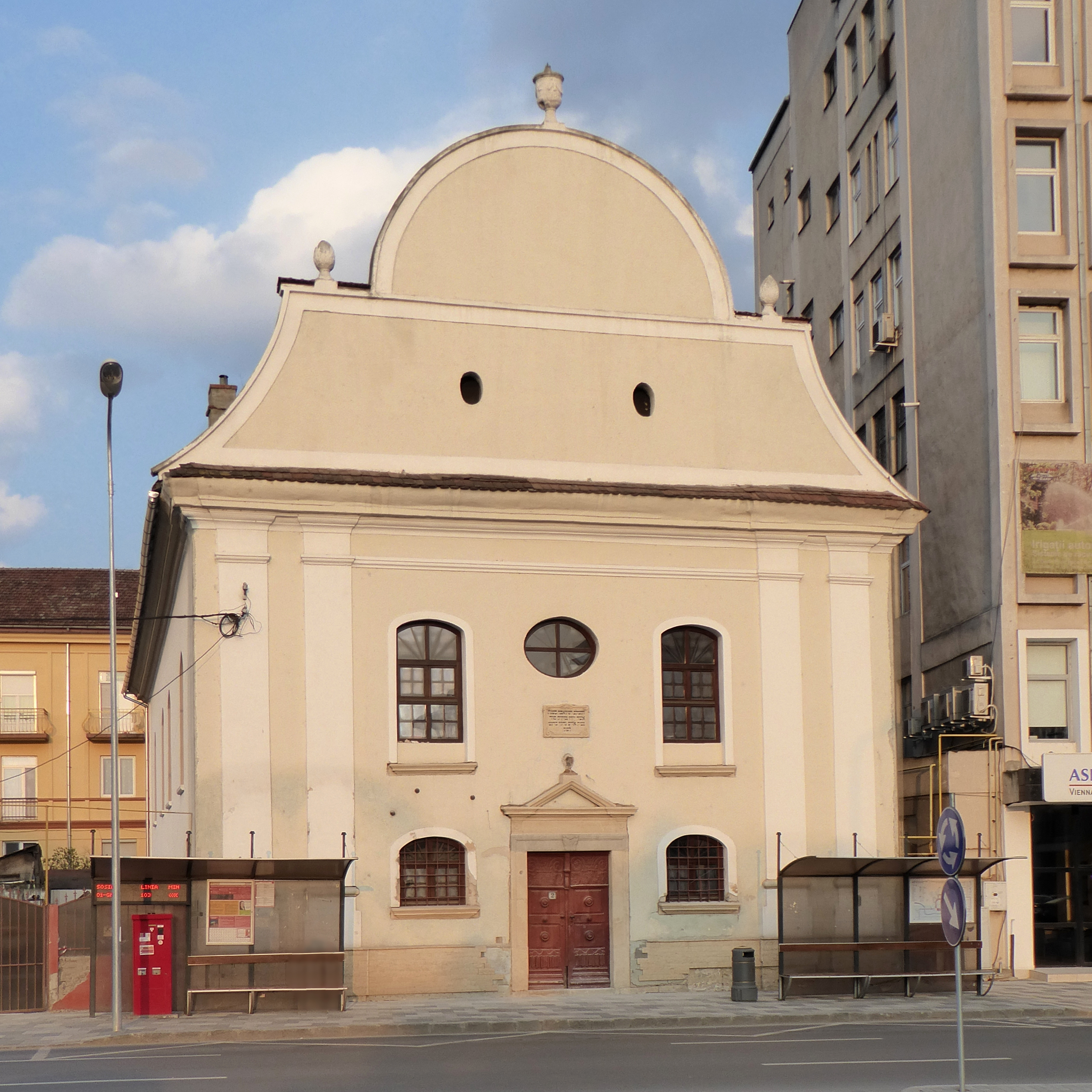
Sinagoga Veche din Alba Iulia
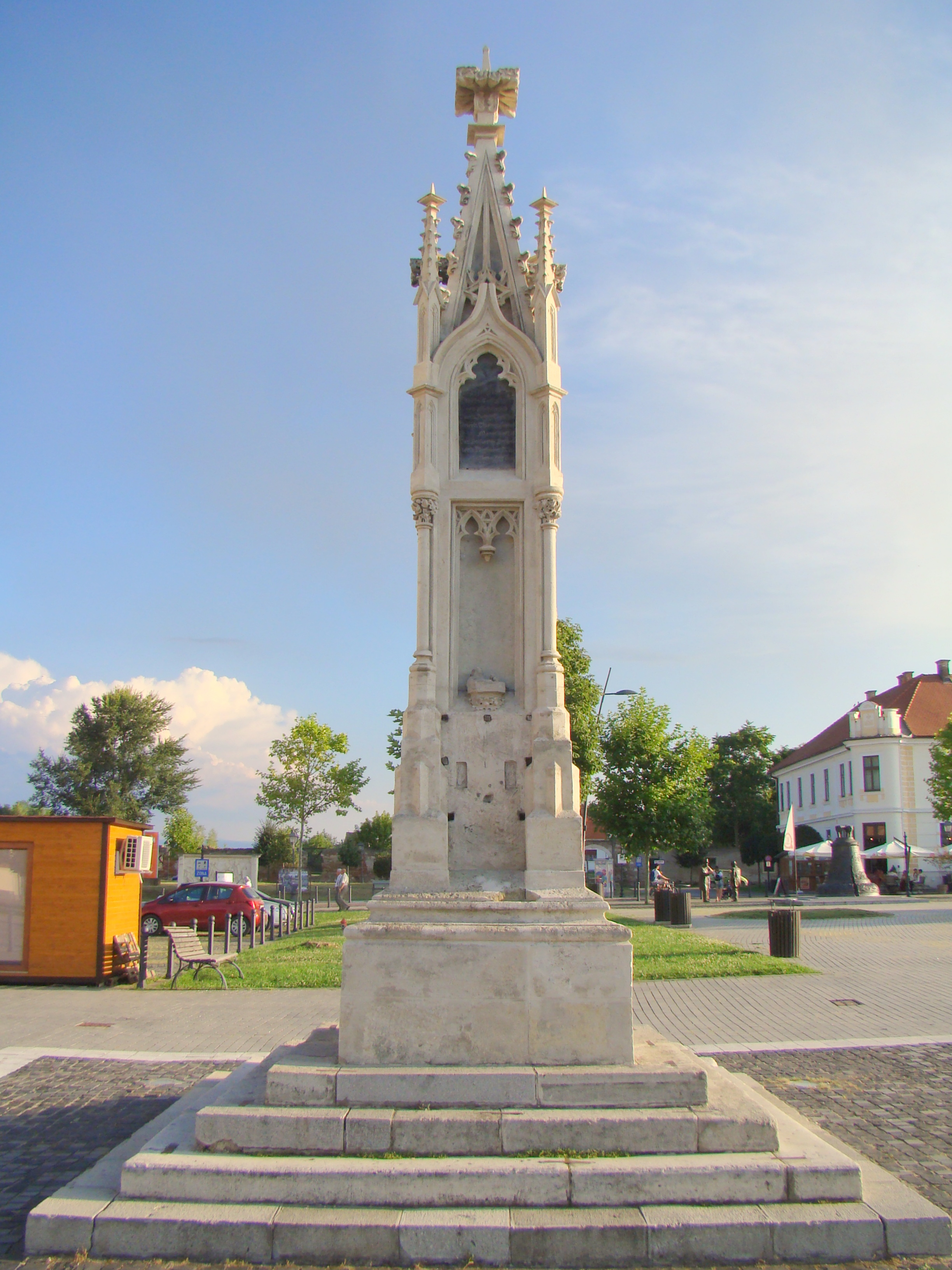
Monumentul lui Ludovic Losy von Lossenau (în Parcul Custozza)
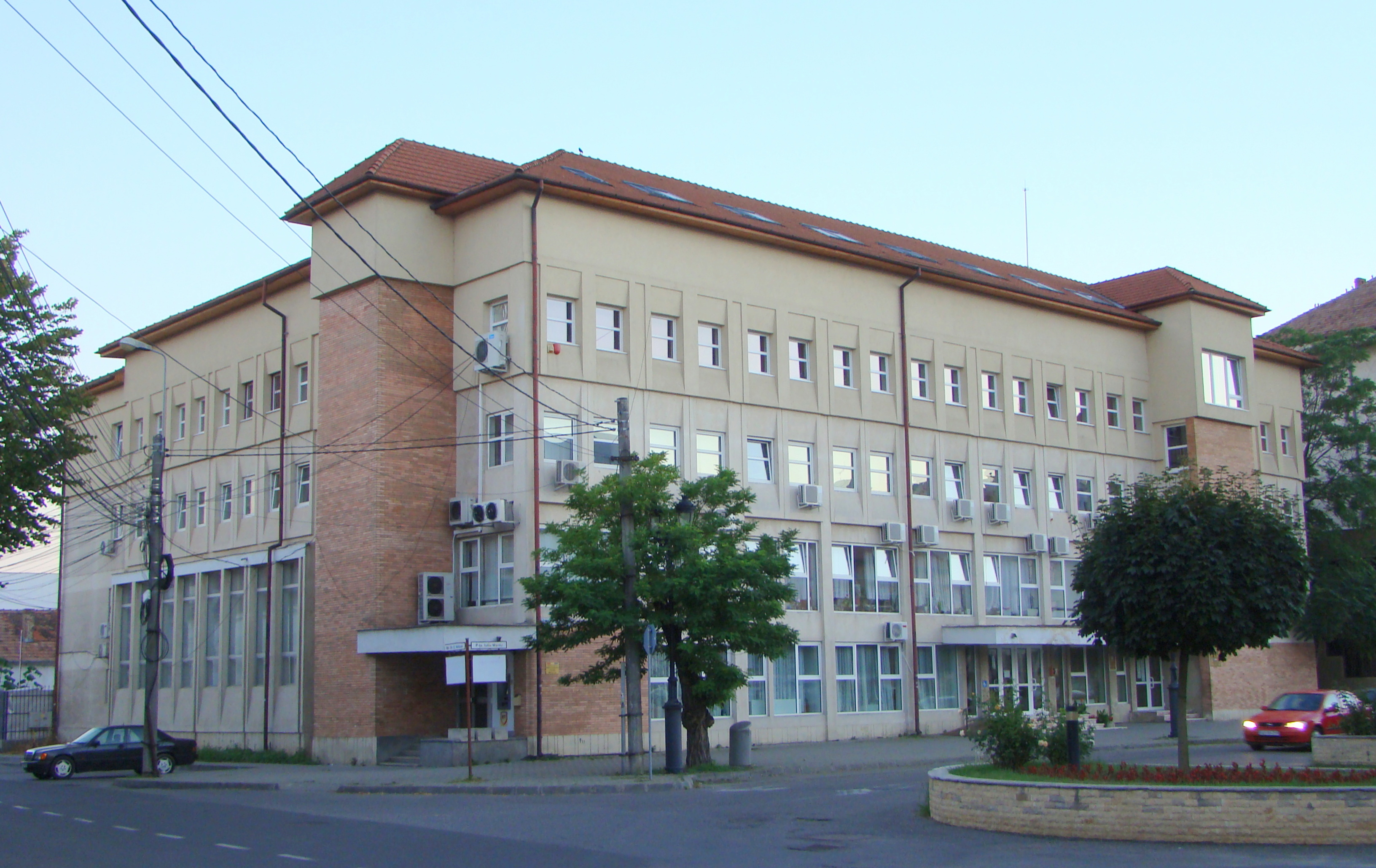
Judecătoria
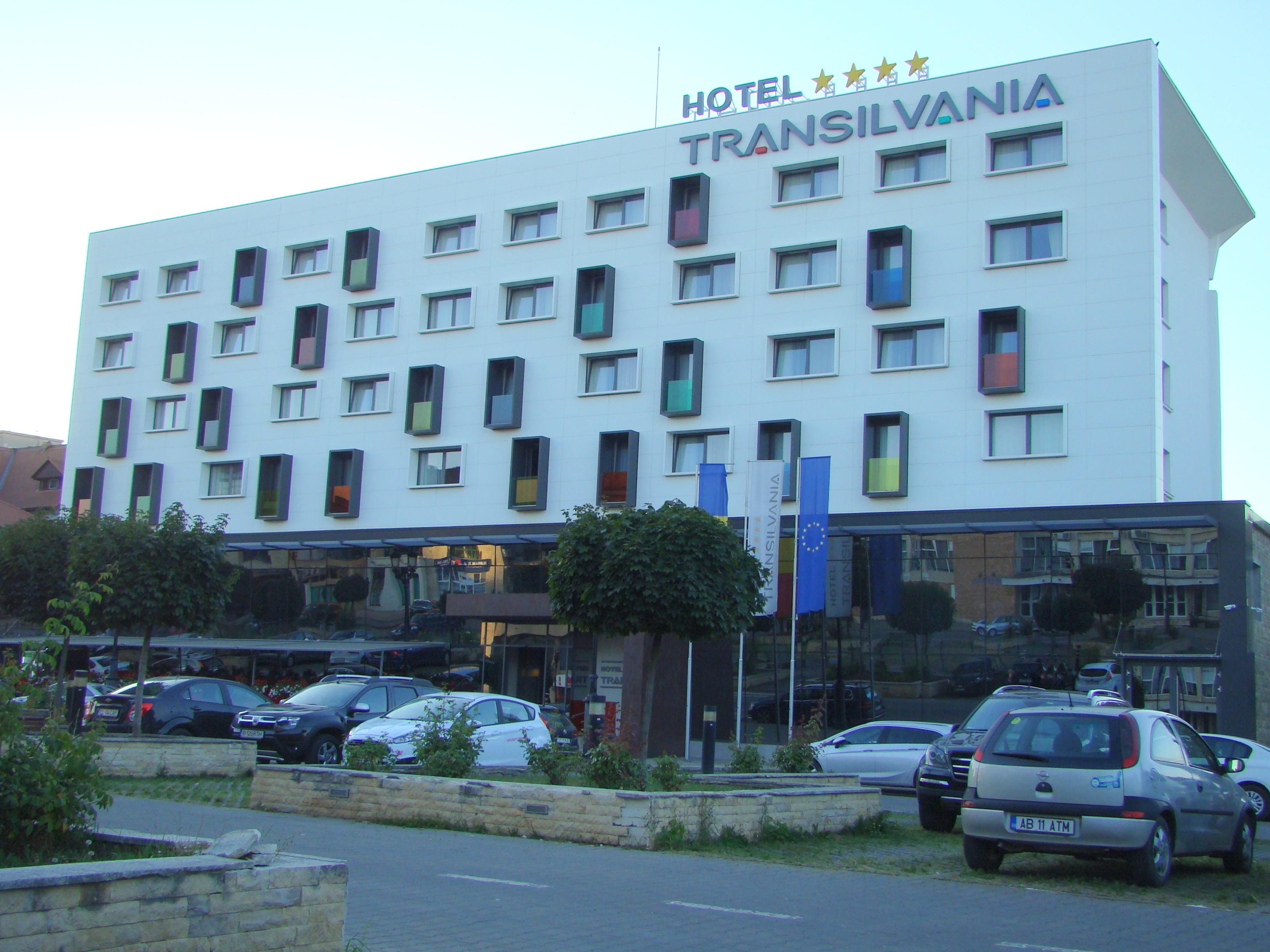
Hotel Transilvania